# 畢打自己人
《畢打自己人》（英語：Off Pedder），香港電視廣播有限公司的時裝處境喜劇，內容圍繞辦公室糾紛及家庭故事，由毛舜筠、金燕玲、何守信、黎耀祥、吳君麗、歐錦棠及王祖藍等領銜主演。於2008年10月20日起在翡翠台及高清翡翠台首播，集數原定為260集，後加至337集，每集30分鐘（連廣告）。監製曾勵珍、羅鎮岳。此劇以一間雜誌社為主要背景，並沿用大部份《同事三分親》的演員。
《畢打自己人》的「畢打」取自畢打街（中環的一條主要街道），呼應劇集以中環為背景，整個名稱也是「不打自己人」的粵語諧音，而英文名稱「Off Pedder」則是影射位於畢打街20號（會德豐大廈），連卡佛旗下的著名時裝店「On Pedder」的名稱。是由2009年4月27日起，率先由億京發展贊助。
此劇曾於2011年2月15日起在高清翡翠台18:30重播及2021年10月9日起在翡翠台01:00重播。

## 演員表

### 《潮》雜誌社

#### 編採部
| 演員   | 角色   | 關係／職位 | 暱稱 |
| 毛舜筠 | 殷 賞  | 總編輯 首位獲得《國際記者新聞獎》的香港人 前《清爽》雜誌及《亞洲風雲》月刊之編輯 曾任大學講師及戰地記者 殷大德、周鳳儀之女 閆器之前媳婦 閆汝大之前妻，仍對其有感情，後放下 王麗薇前大嫂，被其針對 周政名之前女友 余家昇之未婚妻 包中山之學生 包國仁青梅竹馬之好友，曾被其暗戀 袁偉之好友兼救命恩人 鄧勵軍之助養人 對味精敏感 網上小說《情迷馬戲團》作者 生日是1970年2月24日（39歲） 浸會大學傳理系畢業 童年由何旻珈飾演 | 老總 賞姐 殷小姐 過路人（網誌稱號） 媳婦仔(新袍仔)（閆器專用） 師妹（閆汝大專用） 小辣椒(辣椒仔)(賴貓/柴狗專用) 龍珠（鄧勵軍專用） 皇帝女（殷大德專用） 阿賞（閆器／閆汝大專用） 賞賞（包國仁／好姐／殷大德／周鳳儀專用） |
| 歐錦棠 | 閆汝大 | 前攝影師 參見閆家 | |
| 陳茵媺 | 陳寶拉 | 高級記者 前《潮》雜誌社見習記者 前《360》雜誌記者 前反黑組臥底(WPC66349) 陸詩卿之前下屬 余樂兒、阿拉斯加之好友 暗戀閆汝大 曾暗戀Herman 曾受閆器之命到《爆》周刊任助理主編 生日是1985年4月4日（24歲） 童年由丘芷蓉飾演 | Paula Paula仔 Paula姐 妖P 拉姑 拉姐 太子妃 |
| 鄧永健 | 蘇同和 | 潮流版記者 蘇思富、陳祖之子 高慧玲之男友 高慧玲、李綺琴、金堯堅之鄰居 包國仁之租客兼好友 莫廸高、鄧勵軍、陸冰冰之好友 與蘇思富現任妻子（細媽）不和 曾被李綺琴追求 | Gary Gary仔 Gary哥 Fashion 小王子 Dee王Gary 和仔 大記者 白面仔（李綺琴/miumiu陸冰冰的狗專用） |
| 沈震軒 | 袁寶軒 | 資料搜集員 前員工餐廳職員 余樂兒之前男友 章慧妹之男友 | 軒仔 |

#### 營業部
| 演員   | 角色   | 關係／職位 | 暱稱                                                                          |
| 江欣燕 | 金堯堅 | 行政秘書 前金波集團汶萊分公司之行政秘書 包國仁之妻 龍在地之徒弟 陸雲廷之知己 Richard、李綺琴、高慧玲、莊慧敏之好友 與李綺琴、高慧玲同住 蘇同和之鄰居 曾為張小曼之租客 趙志封之前女友 向眾仁之急救班學生兼前女友 被王麗薇針對 曾暗戀Richard 土瓜灣三飛女之一 生日是1975年2月15日（34歲） 于107集跟随Richard去汶莱工作，于129集回港而返回潮杂志工作 | 金鳳 神婆 阿堅 堅姐 飛鳳 仁嫂 堅堅 堅姐姐                                     |
| 徐 榮  | 包國仁 | 主任 曾為殷賞之特別助理 前小型貨車公司職員 前《潮》營業部職員 前《潮》雜誌社之資料搜集和對外聯絡員 包中山之子 殷大德之誼子 金堯堅之夫 殷賞青梅竹馬之好友 閆汝大、余家昇之釣魚友 勞素岳、蘇同和、莫迪高之房東兼好友 柴狗、喪貓、趙志封、鄧勵軍之前房東兼好友 李海媚之前男友 曾暗戀殷賞 江湖人脈廣 生日是1972年6月24日（37歲） 童年由林文熙飾演     | 包公 阿仁 仁哥 長毛 喇叭仁 大佬仁 長期糧尾 包同事（李綺琴專用）               |
| 馬蹄露 | 李綺琴 | 職員 (第167集) 2009年金波集團十大營業員 前行政部職員 柴狗之妻子 (已懷孕) 高慧玲之表姐 與高慧玲、金堯堅同住 蘇同和之鄰居 金堯堅、鄧勵軍、王秀蓮之好友 與June不和 曾先後追求蘇同和、柴狗、余家昇及殷大德 影射李香琴 | Piano 琴姐 阿琴 大琴 黑面琴 冬菇頭 酒筲箕 琴琴（柴狗專用） 表姐（高慧玲專用） |

#### 美術部
| 演員   | 角色   | 關係／職位 | 暱稱                                       |
| 羅天池 | 勞素岳 | 《潮》雜誌之美術部主管 Lemon之丈夫 包國仁之租客兼好友 蘇同和、莫迪高之同屋主 在新界擁有一丁屋 擁有一身好廚藝 出生年份為1973年 | 岳少 岳仔 阿岳 牢騷岳 鹹濕岳 死肥仔 鹹濕仔 |

### 好玩吧
| 演員   | 角色   | 關係／職位 | 暱稱                                                                           |
| 何守信 | 殷大德 | 好玩吧老闆 「墨鏡」樂隊主音 周鳳儀之夫 殷賞之父 包中山之好友 包國仁之契爺 與賈素珊鬥氣 閆器之前親家 閆汝大之前岳父 曾被李綺琴追求 | George 佐治 德哥 A君（周鳳儀專用） 契爺（包國仁專用） 佐住（阻住）（好姐專用） |
| 梁珈詠 | 章慧妹 | 好玩吧調酒師 袁寶軒之女友 | 阿妹                                                                           |
| 李永豪 | Alex   | 好玩吧調酒師 | Alex                                                                           |

### 殷家
| 演員   | 角色   | 關係                                                               | 暱稱                                                  |
| 何守信 | 殷大德 | 周鳳儀之夫 殷賞之父 參見好玩吧                                     | George                                                |
| 謝雪心 | 周鳳儀 | 殷大德之妻 殷賞之母 包國仁之契媽 賈素珊之好友 閆器故友Mr.Brown前妻 | Helen Mrs.Brown 鳳儀（殷大德專用） 契媽（包國仁專用） |
| 毛舜筠 | 殷 賞  | 殷大德、周鳳儀之女 參見雜誌社                                      |                                                       |

### 余家
| 演員   | 角色           | 關係 | 暱稱                                |
| 胡 楓  | 鍾濤鎮／胡楓修 | 美國楓修集團老闆 鍾溫繼好之夫 余家昇、余樂兒之姨丈 于240集與鍾溫繼好前往美國                                               | 姨丈                                |
| 吳君麗 | 鍾溫繼好       | 一九三八年五月初八寅時出生 殷家、閆家之家務助理 鍾濤鎮之妻 余家昇、余樂兒之姨媽 于240集與鍾濤鎮前往美國 青年時由蔣家旻飾演 | E媽 好姐 姨媽 燕求好（藝名） 是非好 |
| 黎耀祥 | 余家昇         | 鍾濤鎮、鍾溫繼好之姨甥 參見前主要職員                                                                                      |                                     |
| 鄭欣宜 | 余樂兒         | 鍾濤鎮、鍾溫繼好之姨甥女 參見前主要職員                                                                                    |                                     |

### 閆家
| 演員                          | 角色   | 關係 | 暱稱                                                         |
| 周 驄                         | 閆 營  | 前金波集團之大股東 閆器之兄 閆汝大之伯父 王麗薇之繼伯父 患有老人癡呆症 | 大伯父 大大閆生                                              |
| 陳鴻烈 （在劇集拍攝期間離世） | 閆 器  | 金波集團之前主席 林愛梅之夫 閆營之弟 閆汝大之父 王麗薇之繼父 殷大德之前親家 殷賞之前家公，與其關係良好 陸雲廷、葉盛權之好友及合作伙伴 陳得喜之曲友 追求陳得喜 於第310集在美國公幹途中因心臟病去世 生日是1943年1月29日 | Joe 器仔 老閆 老襯 老闆 大閆生 維修怪人                      |
| 歐錦棠                        | 閆汝大 | 金波集團主席 金波集團控股之負責人 《潮》暫代社長 前金波集團助理主席 前《潮》雜誌之攝影師 閆營之侄 閆器之子 林愛梅之繼子 王麗薇之繼兄 殷賞之前夫，對其仍有感情，後放下 殷大德之前女婿 余家昇之好友兼情敵 余家昇、包國仁之釣魚友 李多強之大學學長 與周政名不和 陳寶拉、葉志如之暗戀對象 喝醉酒後會說普通話 於第331集被周政名推下山重傷，並成為謀殺余錦添的嫌疑犯，于334集苏醒 出生年份為1967年 與殷賞的結婚週年紀念日為農曆二月廿一日 | YT 汝大 師兄（殷賞專用） 大哥 閆仔 阿大 細閆生 前姑爺 閆大哥 |
| 郭少芸                        | 閆麗薇 | 原名王小美、王麗薇 金波集團之副主席 金波集團海外之主席 名媛雅集之幹事 前金波集團之行政總裁 于334集曾因千尋公司案件被判偽造文書罪名成立，入獄三年、于337集出狱 王桂生、潘曼金之女 閆器、林愛梅之養女 閆營之繼侄女 閆汝大之繼妹 葉斌之妻子 余錦添之前情人 Richard、周政名之前女友 葉志如之嫂子 針對殷賞、金堯堅 曾被鄧勵軍仰慕 出生年份為1972年                                                                                       | Tina 阿薇 小美                                               |

### 葉家
| 演員   | 角色   | 關係 | 暱稱                                             |
| 子明   | 葉盛權 | 金波集團之股東 葉氏集團之主席 葉斌、葉志如之父 閆器之好友及合作伙伴 王桂生之友                                        | 老葉 葉世伯 葉uncle Uncle Yip                    |
| 黃子雄 | 葉 斌  | 葉氏集團之副主席 葉盛權之子 葉志如之兄 閆麗薇之丈夫 朱敏敏之初戀男友 周政名之大學同學 患有偏頭痛 與周政名、莫迪高不和 | Ben Ben少 大頭Ben 小肥 世侄 笨葉 大頭怪 大頭仔   |
| 何傲兒 | 葉志如 | 葉氏集團太子女 宣愛會之幹事 葉盛權之女 葉斌之妹 莫迪高之未婚妻 曾暗戀閆汝大 熱愛慈善工作                              | Suki 女神 葉氏公主 星期三女郎 陳總（莫迪高專用） |

### 蘇家
| 演員   | 角色   | 關係                                                                      | 暱稱             |
| 駱應鈞 | 蘇思富 | 思富時裝集團之主席 阿紅之夫 陳祖之前夫 蘇同和之父                         | 阿富 S先生 S富商 |
| 呂 珊  | 陳 祖  | 祖記粥麵家老闆娘 蘇思富之第一任妻子 蘇同和之母 閆器之恩人 生日是5月27日   | 阿祖 祖記 Gary媽 |
| 陳莉敏 | 阿 紅  | I.C.時裝公司之總經理 思富時裝集團之副主席 蘇思富之第二任妻子 與蘇同和不和 | 蘇太 二奶 細媽   |
| 鄧永健 | 蘇同和 | 蘇思富、陳祖之子 阿紅之繼子，與其不和 參見雜誌社                          | Gary             |

### 陸家
| 演員   | 角色   | 關係 | 暱稱                 |
| 劉 江  | 陸雲廷 | 金波集團之股東 張小曼之夫 陸冰冰之父 金堯堅之知己 閆器之好友及合作伙伴 賈素珊之男友 出生年份為1940年                                                               | 陸生 雲廷 陸Uncle    |
| 黃鳳瓊 | 張小曼 | 陸雲廷之妻 陸冰冰之母 曾為金堯堅的包租婆 已去世 | 小曼                 |
| 李綺雯 | 陸冰冰 | 六舊金珠寶集團太子女 往北京讀書（第127集） 前《潮》營業部職員 陸雲廷、張小曼之女 蘇同和之好友 Louis之前女友 暗戀楊大為 曾被莫迪高追求 生日是1984年10月20日（25歲） | Icy 冰冰 𡃁妹 排骨妹 |

### 金波集團

#### 主要職員
| 演員   | 角色   | 關係／職位 | 暱稱                                     |
| 金燕玲 | 賈素珊 | 規空公司駐金波集團之股東代表 《清爽》雜誌大股東 前《潮》營業部經理 墨鏡樂隊成員（藝名貝貝） 1982年陽光小姐冠軍 阿拉斯加之母 殷賞、周鳳儀之好友 與殷大德鬥氣 陸雲廷之女友 蒙娜之情敵 曾經擁有八段婚姻，包括： 第一任：陳浩東 第二任：馮仁貴（已故） 第三任：上官金雄 第四任：司馬不平 第五任：John 第六任：歐陽無敵 第七任：Stanley 出生年份為1962年 于320集去美国 少女由范彩兒飾演 | Susan Susan姐 衰神 珊珊 《潮》雜誌大家姐 |
| 朱慧敏 | 高慧玲 | 王麗薇之秘書 李綺琴之表妹 蘇同和之女友 Peter之前女友 金堯堅之好友 與金堯堅、李綺琴同住 包國仁、莫迪高、蘇同和、勞素岳之鄰居 | 高Ling 阿Ling Ling Ling                  |
| 李焯寧 | Lemon  | 閆汝大之秘書 勞素岳之妻子 劇中生日是1976年1月3日（34歲） | 檸檬 Lemon Lemon Baby                    |
| 岑潔儀 | Apple  | Herman之秘書 Herman之女友 Richard、周政名之前秘書 前《潮》雜誌社之行政秘書 于107集因Richard离职而被调去潮杂志，于129集被调去跟Herman，于314集被调去给周政名，后被调回跟Herman | Apple                                    |
| 張達倫 | 李多強 | 會計部職員 閆汝大之大學師弟 Apple之男友 曾追求June 曾被陳寶拉暗戀 劇中出生年份為1975年 | Herman                                   |

#### 前主要職員
| 演員   | 角色        | 關係／職位 | 暱稱 |
| 李綺雯 | 陸冰冰      | 參見陸家 | |
| 陳鴻烈 | 閆 器       | 參見閆家 | |
| 王祖藍 | 鄧勵軍      | 前《潮》雜誌社見習記者 前《爆》週刊記者 包國仁之前租客兼好友 莫迪高、蘇同和、李綺琴之好友 高慧玲、金堯堅、李綺琴之前鄰居 曾仰慕王麗薇 何超曼之初戀男友 與何超曼前往瑞士（第253集） 助養人為龍珠（殷賞） 童年由鄭嘉樂飾演 名字影射鄧麗君 | 阿軍 軍軍 大軍 |
| 黎耀祥 | 余家昇      | 警校教官（總督察） 科莫多龍公司行政總裁（CEO） 前星溫集團財務總監 前閆器、閆汝大之私人助理 前《潮》社長 曾為陳得喜派進金波集團的警方臥底 鍾溫繼好之姨甥 余樂兒之兄 殷賞之未婚夫 Doris之前男友，曾假裝復合 閆汝大之好友 閆汝大、包國仁之釣魚友 與周政名不和 曾被李綺琴追求 曾患香港腳十年，於237集治癒 在第38集正式登場 生日是1968年11月27日（41歲） 於1991年12月18日（23歲）投考警隊 | 社長 家昇 生番（黑社會外號） 余sir 黑面神 阿昇（Doris專用） 昇哥（莫迪高專用） Y君（賈素珊專稱） 稻草人（網誌稱號） 余社長（李綺琴專用） 鮑魚刷小子/鮑魚刷頭（閆器專用） Sing Sing（音調為「昇成」，葉斌專用） 邪派高手、奸仔、余龜蛋、孤獨老人（殷賞專用） |
| 趙永洪 | 莫迪高      | 葉氏集團之營業總監 2008年金波集團十大營業員 前《潮》營業部主任及高級營業員 葉志如之未婚夫 包國仁之租客兼好友 鄧勵軍、蘇同和之好友 與葉斌不和 高慧玲、李綺琴、金堯堅之鄰居 Lulu之前男友 曾追求陸冰冰 | Marco Marco哥 蛤蚧 莫先生 莫偶像 孤寒獸 內衣男 桃花教主 Marco叔叔 金牌Sales王 莫主任（李綺琴專用） |
| 鄭欣宜 | 余樂兒      | 《育華》雜誌社大中華主編之首席副手 前《潮》雜誌社初級及見習記者 前《潮》營業部見習助理 鍾溫繼好之姨甥女 余家昇之妹 殷賞之未來小姑 賢仔、袁寶軒之前女友 陳寶拉之好友 患有夢遊症 生日是1985年4月4日（24歲） | Joyce 樂兒 阿兒 肥妹仔 |
| 鄭子誠 | 周政名      | 前金波集團總經理及法律部高級顧問 前秦始皇娛樂有限公司之法律部顧問 葉斌之大學同學 Shirley之前夫 殷賞之前男友 閆麗薇之前男友兼私人助理 被June暗戀 與余家昇、閆汝大、包國仁、葉斌等不和 于333集因涉嫌杀害余锦添而被警方拘捕 | Ryan 阿名 人渣（余家昇專用） 周律師 |
| 何綺雲 | 麥秋娟      | 閆器之前秘書 王麗薇之線眼 各部門秘書之首 與李綺琴不和 暗戀周政名 曾經整容 曾被Herman追求 | June 少奶奶 |
| 甄志強 | Richard Lee | 金波集團汶萊分公司之行政總裁 前金波集團之法律部顧問、于106集辞职，于107集在去汶莱工作 王麗薇之前男友 金堯堅之好友 曾被金堯堅暗戀 （曾經一度離開本劇，後來於第332及333集由回到本劇客串演出） | Richard 李律師 |
| 魯振順 | 宋理忠      | 龍波之下屬 《爆》週刊總編輯 前《潮》編採部經理 前《清爽》雜誌之副總編輯 | 「送你終」 |
| 李國麟 | 余錦添      | 前金波集團海外之財務總監 因牽涉億元貪污案而棄保潛逃 王麗薇之前情人 與閆器敵友關係不明 被余家昇在273集中為求得閆器信任而假稱為其同父異母之兄 於第330集被周政名推下山受傷, 後來按警方要求詐死以引犯罪的周政名落網 | 錦添 |

#### 行政部
| 演員   | 角色   | 關係／職位              | 暱稱 |
| 沈可欣 | 王秀蓮 | 行政部職員 李綺琴之好友 | 阿蓮 |
| 周寶霖 | 蕭小紅 | 行政部職員              | 阿紅 |
| 李漫芬 | 林美娟 | 行政部職員              | 阿娟 |

#### 員工餐廳
| 演員   | 角色   | 關係／職位                | 暱稱      |
| 曾守明 | 馬老闆 | 員工餐廳老闆              | 馬老闆    |
| 沈震軒 | 袁寶軒 | 參見雜誌社                |           |
| 江富強 | 華 叔  | 員工餐廳職員 馬老闆之表哥 | 華叔 華哥 |

#### 人力資源部
| 演員   | 角色   | 關係／職位     | 暱稱   |
| 楊瑞麟 | Gordon | 人力資源部主管 | Gordon |

### 其他固定演員
| 演員   | 角色   | 關係 | 暱稱                                                |
| 蓋鳴暉 | 陳得喜 | 反黑組高級警司 粵曲小生 陸詩卿之上司 陳七俠之女 閆器之曲友 被閆器追求 委派余家昇進金波集團的上司 生日是6月10日                                      | Linda Madam 喜姐 阿喜                               |
| 何啟南 | 柴 狗  | 車房修理工人 李綺琴之夫 包國仁之前租客兼好友 喪貓之好友                                                                                             | 癲狗 阿狗 狗哥 壞狗 哈巴狗                          |
| 江明輝 | 賴 貓  | 車房修理工人 包國仁之前租客兼好友 柴狗之好友 | 喪貓 阿貓 貓哥 貓仔                                 |
| 程可為 | 陸詩卿 | 反黑組警司 陳得喜之下屬 陳寶拉之母兼上司 | Madam 阿媽 六師兄                                   |
| 陳曼娜 | 蒙 娜  | 香茅集團主席 賈素珊之情敵 對周政名、陸雲廷有好感 針對余家昇                                                                                         | Lisa                                                |
| 羅樂林 | 龍 波  | 《爆》週刊之老闆 宋理忠之上司 針對閆器 | 肥波 龍爺 波仔 波哥                                 |
| 白 彪  | 陳七俠 | 前警務人員 陳得喜之父 余家昇之師父 與閆器有仇 | 師父                                                |
| 梁健平 | 龍在地 | 金堯堅之算命師傅 | 龍師父                                              |
| 張松枝 | 趙志封 | 金堯堅之前男友 包國仁之前租客兼好友 | 阿封 封哥                                           |
| 郭德信 | 包中山 | 包國仁之父 殷賞之老師 殷大德之好友 （已故） | 包老師                                              |
| 韓馬利 | 羅雪仙 | 閆器之初戀女友 前麗琼曲藝社之負責人 | 仙姐                                                |
| 楊英偉 | 袁 偉  | 網上即時新聞報道員 殷賞之好友 曾任戰地記者 | 阿偉                                                |
| 伍慧珊 | 莊慧敏 | 陸雲廷之秘書 前金波集團會計部之秘書 金堯堅之友 | Mandy                                               |
| 曹永廉 | 向眾仁 | 妙手醫院外科高級醫生 金堯堅之急救班導師兼前未婚夫 獲選2009年香港十大傑出青年 于322集去非洲做义工                                                    | Chris 眾仁 向醫生 鑽石王老五                        |
| 簡慕華 | Doris  | 前東莞時裝工廠老闆 趙老闆之下屬兼妻子 余家昇之前女友，曾假裝復合 殷賞之假想情敵 曾與殷賞於雜誌社及瑜伽班結緣 其父被余家昇指證入獄 劇中生日是1月19日 | Doris姐 簡小姐 未來阿嫂 社長夫人 傻豬（余家昇專用） |

#### 其他演員（第1-100集）
| 演員   | 角色            | 關係／暱稱／其他                                  | 出現集數       |
| 麥皓兒 | 店員            |                                                   | 第1集          |
| 邵卓堯 | 店員            |                                                   | 第1集          |
| 張韋怡 | Didi            |                                                   | 第1集          |
| 蔡曜力 | 朱小明          | 殷賞之學生                                        | 第1集          |
| 陳嘉露 | 記者            |                                                   | 第1集          |
| 陳宙希 | 記者            |                                                   | 第1集          |
| 李穎芝 | 女藝員          |                                                   | 第1集          |
| 許明志 | 伙 記           |                                                   | 第1集          |
| 周 沂  | 職員            |                                                   | 第2集          |
| 歐梓浩 | 職員            |                                                   | 第2集          |
| 謝珊珊 | 記者            |                                                   | 第2集          |
| 王德基 | 記者            |                                                   | 第2集          |
| 戴志偉 | 司馬不平        | 賈素珊第四任前夫                                  | 第2集          |
| 寧 進  | 債 主           |                                                   | 第3集          |
| 謝兆韵 | 鳳              |                                                   | 第3集          |
| 蘇麗明 | 紫 雪           |                                                   | 第3集          |
| 王偉樑 | 陶 蝕           |                                                   | 第3集          |
| 羅浩楷 | 畢平明          |                                                   | 第3集          |
| 蔡考藍 | 服務員          |                                                   | 第4集          |
| 黃文標 | 菜欄輝          | 包國仁之好友                                      | 第4集          |
| 李子奇 | 羅監製          |                                                   | 第10集         |
| 鍾 煌  | Candy           | 店員                                              | 第12集         |
| 龔茜彤 | 菊              |                                                   | 第12集         |
| 陳榮峻 | 年大少          | Richard                                           | 第12集         |
| 湯俊明 | Jim哥           |                                                   | 第12集         |
| 游莨維 | 經紀黃          |                                                   | 第13集         |
| 張韋怡 | 高小姐          |                                                   | 第13集         |
| 彭冠中 | 陳先生          |                                                   | 第13集         |
| 張漢斌 | 好運仔          |                                                   | 第14集         |
| 黎秀英 | 運 母           |                                                   | 第14集         |
| 林淑敏 | CoCo            |                                                   | 第17集         |
| 廖麗麗 | 燕雙飛          |                                                   | 第17集         |
| 馮素波 | 李 鳳           |                                                   | 第18集         |
| 黎彼得 | Jim             | 「墨鏡」樂隊低音結他手                            | 第20集         |
| 日 伽  | Kitty           |                                                   | 第20集         |
| 戴耀明 | 嚴明祥          | 嫌命長 閆汝大之舊同學                             | 第22集         |
| 張國洪 | 雄仔            |                                                   | 第22集         |
| 李 楓  | 黃美嫦          | 紅粉狙擊手                                        | 第23集         |
| 李海生 | 飛龍哥          |                                                   | 第26集         |
| 陳宙希 | 日吉先生        |                                                   | 第26集         |
| 周家怡 | Ally            | 賈素珊之繼女 馮仁貴之養女 馮仁貴前妻與阿德之女    | 第30集         |
| 徐 榮  | 馮仁貴          | 賈素珊之第二任丈夫 Ally之亡養父 無法生育          | 第30集         |
| 江欣燕 | 馮仁貴前妻      | Ally之亡母 阿德之情婦                             | 第30集         |
| 趙永洪 | 阿德            | 馮仁貴之司機 Ally之亡父 馮仁貴前妻之情夫          | 第30集         |
| 黃智雯 | 馬慧丹（Mandy） | 店長                                              | 第30集         |
| 黃啟傑 | 周毅            | 阿七海參老闆                                      | 第31集         |
| 羅君左 | 余南昌          | 大頭B 《爆》週刊攝影記者                          | 第32、81集     |
| 招石文 | 陳七            | 陳七鮑魚老闆 陸雲廷之誼子                         | 第34、91集     |
| 安德尊 | 上官金雄        | 賈素珊第三任前夫                                  | 第36集         |
| 鄺佐輝 | John            | 賈素珊第五任前夫                                  | 第36集         |
| 曾健明 | 華哥            | 《清爽》雜誌主編輯                                | 第36集         |
| 陳安瑩 | 何七姑          |                                                   | 第36集         |
| 何俊軒 | 吳律師          |                                                   | 第36集         |
| 陳文靜 | 孫又甜          | 上官金雄妻子                                      | 第36集         |
| 蘇晉霆 | 醫生            |                                                   | 第38集         |
| 陳勉良 | 發叔            |                                                   | 第39集         |
| 鍾 煌  |                 | 閆汝大、殷賞之大學同學                            | 第45集         |
| 鍾凱琪 |                 | 閆汝大、殷賞之大學同學                            | 第45集         |
| 陳志健 | 功夫高手        |                                                   | 第49集         |
| 何俊軒 | Steve           | 前星溫集團外事部主管                              | 第51集         |
| 趙敏通 | 毛仁聖          | 掃把星卡拉OK老闆                                  | 第51集         |
| 魏惠文 | 閆汝廷          | 閆汝大之堂兄                                      | 第53集         |
| 易智遠 | Tan             | 閆汝大之好友                                      | 第54集         |
| 徐玟晴 | 護士            |                                                   | 第55集         |
| 高俊文 | Michael         |                                                   | 第56集         |
| 彭冠中 | 陳律師          |                                                   | 第56集         |
| 寧 進  | 飛鷹哥          |                                                   | 第57集         |
| 李海生 | 龍大莽          |                                                   | 第57集         |
| 歐瑞偉 | 聶展揚          | 大聶                                              | 第60集         |
| 吳幸美 | Mary            | 金波集團海外會計部之前秘書                        | 第61集         |
| 李啟傑 | 余星昇          | 黑珍珠之丈夫                                      | 第62集         |
| 杜思娜 | 黑珍珠          |                                                   | 第62集         |
| 汪 琳  | 毛袋銀          | 飛來蜢之女友，ZY手袋代言人                        | 第63集         |
| 鄭家生 | 飛來蜢          | 毛袋銀之男友，社團老大                            | 第63集         |
| 游茛維 | 蜢手下          |                                                   | 第63集         |
| 黃俊紳 | 蜢手下          |                                                   | 第63集         |
| 蕭徽勇 | 店 主           |                                                   | 第63集         |
| 關伊彤 | 譚美美          | 音樂家                                            | 第64集         |
| 葉凱茵 | Sandy Ho        | 國際級人體攝影師                                  | 第68集         |
| 曾健明 | 陳大文          | 陳總                                              | 第70集         |
| 黃 瑩  | MiMi            | 陳總之女友                                        | 第70集         |
| 易智遠 | 大 劉           | -                                                 | 第72集         |
| 伍慧珊 | 周燕芬          | 閆汝大、殷賞之大學同學                            | 第73集         |
| 趙敏通 | Sam             | 閆汝大、殷賞之大學同學                            | 第73集         |
| 湯俊明 | 明 仔           | 閆汝大、殷賞之大學同學                            | 第73集         |
| 張穎康 | 祥 仔           | 金波集團庶務部員工                                | 第74集         |
| 陸駿光 | Louis           | 陸冰冰之初戀男友                                  | 第75集         |
| 王俊棠 | 戴富豪          | 娛樂集團負責人                                    | 第76集         |
| 溫裕紅 | 余 蕾           | 殷賞之大學同學 《爆》週刊主編輯                   | 第79集         |
| 李雨陽 | 廖 震           |                                                   | 第79集         |
| 鄭瑩瑩 | 婚紗店店員      |                                                   | 第79集         |
| 古明華 | 醫 生           | 假冒醫生                                          | 第80集         |
| 游 飇  | 部 長           |                                                   | 第85集         |
| 彭冠中 | 經 理           |                                                   | 第85集         |
| 顏桂州 | 侍 應           |                                                   | 第85集         |
| 朱維德 | 陳 生           | 金波集團之生意合作夥伴，陸雲廷之好友              | 第88集         |
| 李鴻   | Howard          | 好玩吧熟客                                        | 第89集         |
| 高俊文 | 李先生          | 《潮》雜誌社之客人，閆汝大之舊同學                | 第90集         |
| 劉桂芳 | 張小姐          |                                                   | 第90集         |
| 陳蔚而 | 店 員           |                                                   | 第90集         |
| 傅千盈 | 情侶            |                                                   | 第90集         |
| 黃俊紳 | 情侶            |                                                   | 第90集         |
| 黃淑君 | Lulu            | 莫迪高之前女友                                    | 第91集         |
| 曾愛媚 | Samantha S.     | 高級模特兒                                        | 第91集         |
| 吳幸美 | Ann             | 專業心理醫生                                      | 第91集         |
| 祝文君 | 芳              | 李綺琴之舊同學                                    | 第92集         |
| 何偉業 | 乞丐            | 冒充李多強之友                                    | 第92集         |
| 王德基 | 乞丐            | 冒充李多強之友                                    | 第92集         |
| 鄭家俊 | 侍 應           | 浪漫餐廳侍應                                      | 第93集         |
| 朱慧敏 | 朱敏敏          | 2000年全球小姐亞洲皇后冠軍 模特兒 葉斌之初戀女友  | 第95集         |
| 鄭世豪 | Raymond         |                                                   | 第96集         |
| 江富強 | 材 叔           | David張 閆器之友 綁架閆汝大、包國仁 曾為億萬富翁  | 第96、97集     |
| 李岡龍 | 何警司          |                                                   | 第96、97、98集 |
| 邵卓堯 | 麥世龍（龍哥）  | 高傲龍 斧頭幫龍頭老大親信 龍虎大酒樓老闆 走私軍火 | 第98集         |
| 林淑敏 | 龍 嫂           | 麥世龍之妻                                        | 第98集         |
| 陳宙希 | 電車明          | 方向日報記者 陳寶拉之友 暗戀陳寶拉                | 第98集         |
| 蔡曜力 | 記者甲          |                                                   | 第98集         |
| 何俊軒 | 王大鴻          | 《360》雜誌社長                                   | 第99集         |
| 鍾志光 | 醫 生           |                                                   | 第100集        |
| 陳建文 | 保險經紀        |                                                   | 第100集        |

#### 其他演員（第101-200集）
| 演員     | 角色             | 關係／暱稱／其他                                           | 出現集數               |
| 劉 丹    | 王桂生（冒充）   | 大馬拿督，大能集團主席 潘曼金之夫，王麗薇之生父 葉盛權之友 | 第104、105、108、179集 |
| 凌禮文   | 店主             |                                                            | 第106集                |
| 劉天龍   | 榮               | 保安                                                       | 第109集                |
| 黃淑君   | LuLu             | 莫迪高之前女友                                             | 第110集                |
| 陳志健   | Tim Pan          | “低低B”玩偶原創者 王麗薇之友                               | 第111集                |
| 鄭家生   | 小河             | 社團老大                                                   | 第113集                |
| 丁主惠   | Money            | 《潮》雜誌社之客人                                         | 第114集                |
| 黃文標   | 九紋龍           | 桑拿浴室老闆                                               | 第114集                |
| 柯 嵐    | 傻強             | 財務公司老闆                                               | 第114集                |
| 彭冠中   | 經理             |                                                            | 第114集                |
| 周麗欣   | 傳銷員           |                                                            | 第115集                |
| 麥皓兒   | 病人             |                                                            | 第115集                |
| 曾琬莎   | 護士             |                                                            | 第115集                |
| 蔡曜力   | 設計師助手       |                                                            | 第115集                |
| 寧 進    | 設計師           |                                                            | 第115集                |
| 陳嘉露   | 記者             |                                                            | 第115集                |
| 卓 躒    | 記者             |                                                            | 第115集                |
| 陳宙希   | 記者             |                                                            | 第115集                |
| 姚浩政   | 記者             |                                                            | 第115集                |
| 黎秀英   | 旺姐             | 閆器之前傭人                                               | 第116集                |
| 江梓瑋   | 賢仔             | 余樂兒之前男友                                             | 第117集                |
| 鍾 煌    | 年輕妻           |                                                            | 第117集                |
| 陳建文   | 小武             |                                                            | 第117集                |
| 招石文   | 榮               |                                                            | 第117集                |
| 張笑千   | 年輕夫           |                                                            | 第117集                |
| 麥子樂   | 攝影師           |                                                            | 第119集                |
| 曾慧雲   | Mary             |                                                            | 第119集                |
| 謝卓言   | Mary助手         |                                                            | 第119集                |
| 單俊偉   | 侍應             |                                                            | 第120集                |
| 王維德   | 甘永雄           | 金手指娛樂公司老闆                                         | 第120集                |
| 黃俊伸   | 甘助手           |                                                            | 第120集                |
| 杜 港    | Phillips         | 葉斌之友                                                   | 第122、141、179集      |
| 黃子衡   | Eric             | 葉斌之友                                                   | 第122、141、179集      |
| 陳少邦   | Tony Lee         | 毛利集團主席                                               | 第122集                |
| 曾健明   | 李星晨           | C1000集團主席 前星溫集團職員 余家昇之前下屬                | 第123集                |
| 葉婷芝   | 秘書             | 李星晨之秘書                                               | 第123集                |
| 林秀怡   | 職員             |                                                            | 第123集                |
| 關婉珊   | 阿拉斯加         | 賈素珊之女 陳寶拉之好友                                    | 第125集                |
| 林遠迎   | 私家偵探         |                                                            | 第125集                |
| 羅鈞滿   | 助手             |                                                            | 第125集                |
| 陳蔚而   | 店員             |                                                            | 第125集                |
| 顏桂州   | 男友             |                                                            | 第126集                |
| 張韋怡   | 女友             |                                                            | 第126集                |
| 鄭俊弘   | 楊大為（David）  | 北京清華大學學生 陸冰冰之暗戀對象                          | 第126、127集           |
| 黃得生   | 男友             |                                                            | 第127集                |
| 喬寶寶   | Sam              |                                                            | 第128集                |
| 趙樂賢   | 電車明           |                                                            | 第133、134、180集      |
| 廖麗麗   | 謝太             |                                                            | 第134集                |
| 何婷恩   | 麻雀客           |                                                            | 第134集                |
| 簡慕華   | Doris            | 時裝工廠老闆 余家昇之前女友                                | 第135集                |
| 陳文靜   | 李海媚           | “惠州海味” 包國仁之前女友 富貴門大酒樓之知客               | 第136集                |
| 王德基   | 維修員           |                                                            | 第136集                |
| 李啟傑   | 歐老闆           |                                                            | 第136集                |
| 張韋怡   | Ella             | 葉志如之友                                                 | 第137集                |
| 趙嘉迪   | May              | 葉志如之友                                                 | 第137集                |
| 陳苑蔚   | Sammi            | 葉志如之友                                                 | 第137集                |
| 劉桂芳   | 羅太             |                                                            | 第137集                |
| 許明志   | 袁生             |                                                            | 第137集                |
| 陳蔚而   | 店員             |                                                            | 第138集                |
| 羅君左   | 余南昌           | 大頭B 前《爆》週刊攝影記者                                 | 第138集                |
| 陳嘉露   | 記者             |                                                            | 第138集                |
| 卓 躒    | 記者             |                                                            | 第138集                |
| 陳宙希   | 記者             |                                                            | 第138集                |
| 鄭家俊   | 乩童             |                                                            | 第139集                |
| 何慕琪   | 萬秀菊           | “萬壽菊” 金堯堅之友                                        | 第139集                |
| 鄭世豪   | 大舊輝           | 輝哥 金波集團物流部職員 暗戀陳寶拉                         | 第141集                |
| 陳少邦   | 公子             |                                                            | 第141集                |
| 司徒瑞祈 | Sunny            |                                                            | 第141集                |
| 羅天宇   | 古天王           |                                                            | 第141集                |
| 潘冠霖   | 金波職員         |                                                            | 第141集                |
| 何偉業   | 金波職員         |                                                            | 第141集                |
| 王德基   | 金波職員         |                                                            | 第141集                |
| 李鴻     | 蕭華             | 蕭氏集團主席                                               | 第142、186集           |
| 葉凱茵   | Sandy Ho         | 國際級人體攝影師                                           | 第142、186集           |
| 黃俊伸   | 金波保安         |                                                            | 第142、143集           |
| 戴耀明   | 李教授           |                                                            | 第143集                |
| 彭冠中   | 文輝             | 文氏集團主席                                               | 第143集                |
| 何俊軒   | 江孝聰           | 律師                                                       | 第144集                |
| 楊潮凱   | 樂師             |                                                            | 第145集                |
| 黎柏麟   | Patrick          | Apple之男友                                                | 第145集                |
| 何遠東   |                  | June之前男友                                               | 第145集                |
| 李忠希   | 文哥             | 物流部主管 暗戀Lemon                                       | 第145集                |
| 蘇敏聰   | Peter            | 蘇思富之下屬 高慧玲之前男友                                | 第145、191、194集      |
| 陳勉良   | 裁縫             |                                                            | 第146集                |
| 夏竹欣   | Jenny            | 蘇太秘書                                                   | 第147集                |
| 王殷廷   | Shirley          | 周政名之前妻                                               | 第148集                |
| 溫裕紅   | 余蕾             | 殷賞之大學同學                                             | 第148集                |
| 游 飇    | 賴松             | 原名劉文                                                   | 第149集                |
| 孫慧雪   | 李小麗（Kawaii） | 電話騙案騙徒（已被捕） 員工餐廳職員                        | 第150集                |
| 張笑千   | 陳大東           | 余樂兒之中學同學                                           | 第150集                |
| 李岡龍   | 何警司           |                                                            | 第150集                |
| 楊證樺   | 聰               | 村屋大王女婿                                               | 第151集                |
| 陳少邦   | Tony Lee         |                                                            | 第151集                |
| 陳宙希   | 公子             |                                                            | 第151集                |
| 劉天龍   | 公子             |                                                            | 第151集                |
| 黃 瑩    | Model            |                                                            | 第151集                |
| 謝靜婷   | 飛娥             | 土瓜灣三飛女之一                                           | 第154集                |
| 李穎芝   | 飛燕             | 土瓜灣三飛女之一                                           | 第154集                |
| 郭卓樺   | 天               | “沙膽天” 包國仁之好友                                      | 第154集                |
| 阮 兒    | 飄雪             | 蘇思富之情婦                                               | 第155集                |
| 林淑敏   | 張太             | 姐妹養顏液之老闆                                           | 第156集                |
| 周麗欣   | 珠寶店店員       |                                                            | 第157集                |
| 溫尚儒   | 鬍鬚輝           | 工程部職員                                                 | 第158集                |
| 江 暉    | CID              |                                                            | 第159集                |
| 曾琬莎   | 詩               | “菠菜詩” 陳寶拉之師妹 曾任警方臥底                         | 第159集                |
| 馬小靈   | 大不點           | 殷賞之好友                                                 | 第164集                |
| 鍾鈺精   | 六舊金店員       |                                                            | 第166、185集           |
| 蘇恩磁   | 物流部主任       |                                                            | 第167集                |
| 陳健文   | 司機楊           |                                                            | 第169集                |
| 王致狄   | 匪徒             |                                                            | 第169集                |
| 鄭詠謙   | 部長             |                                                            | 第171集                |
| 陳念君   | 陳姑娘           |                                                            | 第172集                |
| 何慕琪   | 張小姐           |                                                            | 第172集                |
| 單俊偉   | 大隻佬           |                                                            | 第172集                |
| 鍾 煌    | BiBi             |                                                            | 第173集                |
| 沈愛琳   | BiBi助手         |                                                            | 第173集                |
| 梁御東   | 導演             |                                                            | 第173集                |
| 黎桐康   | 攝影師           |                                                            | 第173集                |
| 葉婷芝   | Rachel           |                                                            | 第175集                |
| 陳宙希   | 葉公子           |                                                            | 第177集                |
| 劉天龍   | 謝公子           |                                                            | 第177集                |
| 楊證樺   | 鄧公子           |                                                            | 第177集                |
| 楊潮凱   | 侍應             |                                                            | 第178集                |
| 趙嘉迪   | May              | 葉志如之友                                                 | 第178集                |
| 張韋怡   | Ella             | 葉志如之友                                                 | 第178集                |
| 陳苑蔚   | Sammi            | 葉志如之友                                                 | 第178集                |
| 王致狄   | 男子             |                                                            | 第178集                |
| 古明華   | 蛋哥             |                                                            | 第180集                |
| 魯文傑   | Nothing哥        | 黑道中人                                                   | 第180集                |
| 袁偉豪   | Alan             | 莫迪高之好友                                               | 第181集                |
| 潘麗施   | 魯來嬌           | 魯小姐 白白淨浴室產品總裁 李綺琴之友                       | 第181、192、200集      |
| 徐玟晴   | Honey            |                                                            | 第182集                |
| 沈愛琳   | 護士             |                                                            | 第182集                |
| 戴志偉   | 司馬不平         | 賈素珊第四任前夫                                           | 第182集                |
| 戴耀明   | 秦天明           | 「整形魔術手」                                             | 第182集                |
| 鍾建文   | Simon            |                                                            | 第183集                |
| 鍾志光   | 孫先生           |                                                            | 第184集                |
| 頌 誼    | 孫秘書           |                                                            | 第184集                |
| 林婉霞   | 模特兒           |                                                            | 第185集                |
| 李海生   | 火雲居士         | 理髮師 冒充閆器的御用風水師                                | 第186集                |
| 趙國東   | 壯男             |                                                            | 第187集                |
| 黎柏麟   | 壯男             |                                                            | 第187集                |
| 何俊軒   | 方公子           | 方氏集團太子爺                                             | 第188集                |
| 陳志健   | 公子             |                                                            | 第188集                |
| 寧 進    | 公子             |                                                            | 第188集                |
| 文柏姿   | 侍應             |                                                            | 第188集                |
| 李 婷    | 方女友           |                                                            | 第188集                |
| 李 楓    | 譚老太           | 上環寶燕大廈業主 陸雲廷之前秘書                            | 第189集                |
| 林遠迎   | 郭先生           | 蕭華地產集團經紀                                           | 第189集                |
| 傅劍虹   | 財務職員         |                                                            | 第189集                |
| 鄧英敏   | 成世源           | E-sit國際時裝集團之主席                                    | 第190集                |
| 鄺佐輝   | 蔡欄             |                                                            | 第190集                |
| 王維德   | Tommy            |                                                            | 第190集                |
| 江富強   | 司機             |                                                            | 第190集                |
| 菁 瑋    | 女 model         |                                                            | 第192、194集           |
| 關浩揚   | 男 model         |                                                            | 第192集                |
| 羅鈞滿   | 男 model         |                                                            | 第192集                |
| 鄭詠謙   | 攝影助手         |                                                            | 第192集                |
| 謝卓言   | 男model          |                                                            | 第194集                |
| 陳嘉露   | 記者             |                                                            | 第195集                |
| 蔡曜力   | 記者             |                                                            | 第195集                |
| 溫尚儒   | 記者             |                                                            | 第195集                |
| 高俊文   | 榮華富           | 傑出企業家                                                 | 第195集                |
| 黎桐康   | 助手             |                                                            | 第195集                |
| 羅鈞滿   | 攝影師           |                                                            | 第195集                |
| 鄭詠謙   | 經理             |                                                            | 第195集                |
| 蘇晉霆   | 劉日新           |                                                            | 第197集                |
| 黃得生   | 管理員           |                                                            | 第198集                |
| 曾健明   | 老徐             | 川菜館老闆 閆器之友                                        | 第199集                |
| 王致狄   | 記者             |                                                            | 第199集                |
| 魏焌皓   | 記者             |                                                            | 第199集                |
| 葉婷芝   | 記者             |                                                            | 第199集                |
| 楊潮凱   | 維修員           |                                                            | 第200集                |

#### 其他演員（第201-300集）
| 演員       | 角色                 | 關係／暱稱／其他                             | 出現集數          |
| 羅天宇     | 男子                 |                                              | 第201集           |
| 頌 誼      | 店員                 |                                              | 第201、202集      |
| 凌禮文     | 店主                 |                                              | 第202集           |
| 曾慧雲     | 西田栗子             | 演奏家                                       | 第202集           |
| 招石文     | 陳七                 | 陳七鮑魚老闆 陸雲廷之誼子                    | 第203集           |
| 鄭家俊     | 推銷員               |                                              | 第204集           |
| 姚浩政     | 記者                 |                                              | 第205集           |
| 陳嘉露     | 記者                 |                                              | 第205、207、248集 |
| 卓 躒      | 記者                 |                                              | 第205、207、248集 |
| 單俊偉     | 洪大龍               | 飛龍 巴士大王 金堯堅之友                     | 第206集           |
| 李啟傑     | Simon                | 金範團企業之主席 葉斌之友                    | 第207集           |
| 黃梓瑋     | 李綺琴（細琴）       | 李綺琴之友                                   | 第209集           |
| 潘麗施     | 魯來嬌               | 魯小姐 白白淨浴室產品總裁 李綺琴之友         | 第209、214集      |
| 夏 萍      | 八姨婆               |                                              | 第210集           |
| 趙敏通     | Dr.Law               | 催眠師                                       | 第210、211集      |
| 陳健文     | 司機楊               |                                              | 第213集           |
| 顏桂洲     | 蟑螂人               |                                              | 第214集           |
| 黃長興     | Frank                |                                              | 第215集           |
| 華忠男     | 受訪嘉賓             |                                              | 第215集           |
| 謝雪心     | 周鳳儀               | Mr.Brown之太太 殷大德之前女友 殷賞之生母     | 第216、217、218集 |
| 姚瑩瑩     | 莊姑娘               | 殷大德之女友                                 | 第216、217、218集 |
| 蘇晉霆     | 劉日新               |                                              | 第219集           |
| 鍾建文     | 大舊強               |                                              | 第220集           |
| 陳佩思     | 金波職員             |                                              | 第220集           |
| 曾琬莎     | 金波職員             |                                              | 第220集           |
| 林映輝     | DJ家文               |                                              | 第220、221、222集 |
| 麥嘉倫     | 崔一健               | 小丑，保安員 綁架殷賞                        | 第220、221、222集 |
| 李岡龍     | 何警司               |                                              | 第221、222集      |
| 楊證樺     | 酒店經理             |                                              | 第221集           |
| 陳志健     | 李醫生               |                                              | 第222集           |
| 范彩兒     | 周汶琪（蕭總女朋友） |                                              | 第224集           |
| 鍾鈺精     | 六舊金店員           |                                              | 第224集           |
| 陳文靜     | 李海媚               | “惠州海味” 包國仁之前女友 富貴門大酒樓之知客 | 第224集           |
| 趙樂賢     | 電車明               |                                              | 第225、247集      |
| 魏焌皓     | 俊男                 |                                              | 第225集           |
| 王致狄     | Ray                  | 名媛Salon髮型師                              | 第226集           |
| 陳安瑩     | 陳師奶               | 希之母                                       | 第227集           |
| 侯健文     | 希                   | 陳師奶之子                                   | 第227集           |
| 李家鼎     | 馮仁頂               | “頂爺” “火爆頂” 江湖人物                     | 第230集           |
| 呂 熙      | 控煙辦               |                                              | 第230集           |
| 魏焌皓     | Man                  | 蒙娜之秘書                                   | 第231集           |
| 江欣庭     | 女主播               | 新加坡電視台之職員                           | 第232集           |
| 曾慧雲     | 文愛妮               | 名媛 賈素珊之友                              | 第232集           |
| 陳珈穎     | 何超曼               | 鄧勵軍之初戀女友                             | 第233、253集      |
| 江富強     | 華叔                 |                                              | 第234、235集      |
| 蔡考藍     | 門市店員             |                                              | 第234、235集      |
| 蕭凱欣     | 舞蹈家               |                                              | 第234、235集      |
| 單俊偉     | 舞蹈家               |                                              | 第234、235集      |
| 葉婷芝     | 情侶                 |                                              | 第235集           |
| 鄭詠謙     | 情侶                 |                                              | 第235集           |
| 麥皓兒     | 寵物店員             |                                              | 第236集           |
| 陳健文     | 司機楊               |                                              | 第236集           |
| 林婉霞     | Aima                 | 性感模特兒 曾與余家昇產生沒有感情的男女關係  | 第238、239集      |
| 陳蕊蕊     | 柑桔                 |                                              | 第239集           |
| 丁樂鍶     | 腸粉                 |                                              | 第239集           |
| 劉 俐      | 藍莓                 |                                              | 第239集           |
| 王宝宝     | 春卷                 |                                              | 第239集           |
| 王淑玲     | 香蕉                 |                                              | 第239集           |
| 胡 楓      | 胡楓修／鍾濤鎮       | 美國楓修集團老闆 鍾溫繼好之夫                | 第240集           |
| 張韋怡     | 少女                 |                                              | 第241集           |
| 謝珊珊     | 少女                 |                                              | 第241集           |
| 吳綺珊     | 少女                 |                                              | 第241集           |
| 李穎芝     | 少女                 |                                              | 第241集           |
| 曾健明     | 蕭生                 |                                              | 第242集           |
| 劉桂芳     | 蕭太                 |                                              | 第242集           |
| 林遠迎     | 地產經紀             |                                              | 第242集           |
| 凌禮文     | 蘇林逢               | 風水師                                       | 第242集           |
| 戴耀明     | 張生                 | 泛信達電影公司職員                           | 第242集           |
| 葉 暐      | 黃生                 | 泛信達電影公司職員                           | 第242集           |
| 夏竹欣     | 何小姐               | 金波集團電腦部職員                           | 第242集           |
| 關浩揚     | 記者                 | 《爆》週刊職員                               | 第246集           |
| 何慶輝     | 保安                 |                                              | 第246集           |
| 曾愛媚     | 名媛                 |                                              | 第248集           |
| 蘇麗明     | 名媛                 |                                              | 第248集           |
| 黃樂兒     | 名媛                 |                                              | 第248集           |
| 胡麒豐     | 吳剛豹               | 蒙娜之助手                                   | 第248集           |
| 趙國東     | 吳剛虎               | 蒙娜之助手                                   | 第248集           |
| 黃得生     | 工作人員             |                                              | 第248集           |
| Joe Junior | Billy Jones          | 設計大師 陸雲廷之好友                        | 第248集           |
| 頌 誼      | 店員                 |                                              | 第249集           |
| 林影紅     | 售貨員               |                                              | 第250集           |
| 溫裕紅     | 余蕾                 | 殷賞之大學同學 《爆》週刊主編輯              | 第250集           |
| 吳幸美     | 才女                 |                                              | 第250集           |
| 謝靜婷     | 才女                 |                                              | 第250集           |
| 簡慕華     | Doris                | 前時裝工廠老闆 余家昇之前女友                | 第250集           |
| 陳志健     | Daniel               | 健身教練 註冊營養師                          | 第251集           |
| 張漢斌     | 導演                 |                                              | 第251集           |
| 楊潮凱     | 助手                 |                                              | 第251集           |
| 蕭凱欣     | 主持                 | 宣愛會宣傳人員                               | 第252集           |
| 林秀怡     | 地勤                 |                                              | 第253集           |
| 余慕蓮     | 張師奶               | 電視遊戲節目參賽者                           | 第255集           |
| 徐思敏     | 禮物小姐             |                                              | 第255集           |
| 周麗欣     | 禮物小姐             |                                              | 第255集           |
| 蕭徽勇     | 潤祥                 | 電視遊戲節目主持人                           | 第255集           |
| 周 驄      | 閆營                 | 閆器之兄 閆汝大、王麗薇之伯父                | 第255集           |
| 歐瑞偉     | 大聶                 | 大聶娛樂有限公司老闆 針對葉斌                | 第259集           |
| 鄭家生     | 湖南師傅             |                                              | 第261集           |
| 關伊彤     | Grace                |                                              | 第262集           |
| 劉天龍     | Frank                |                                              | 第262集           |
| 楊證樺     | Sam                  |                                              | 第262集           |
| 寧 進      | Ken                  |                                              | 第262集           |
| 姚浩政     | 記者                 |                                              | 第262集           |
| 卓 躒      | 記者                 |                                              | 第262集           |
| 蔡曜力     | 記者                 |                                              | 第262集           |
| 張國洪     | 記者                 |                                              | 第262集           |
| 江梓瑋     | 賢仔                 | 余樂兒之前男友                               | 第263集           |
| 鍾志光     | 鄭又潮               | 牙科醫生                                     | 第265集           |
| 蘇晉霆     |                      | 「幸福會」舞會司儀                           | 第265集           |
| 黃 瑩      | 女伴                 |                                              | 第267集           |
| 阮 兒      | 女伴                 |                                              | 第267集           |
| 鄭世豪     | Danny                |                                              | 第267集           |
| 李善恒     | 公子                 |                                              | 第267集           |
| 寧 進      | 公子                 |                                              | 第267集           |
| 邵卓堯     | 霍先生               | 歐宜傢俬香港區負責人                         | 第268集           |
| 紀保羅     | Mr.Johnson           | 歐宜傢俬（美國）總裁 王麗薇之舊同學          | 第268集           |
| 杜 港      | 何公子               |                                              | 第269集           |
| 羅 泳      | Model                |                                              | 第270集           |
| 趙樂賢     | 電車明               |                                              | 第272集           |
| 柯 嵐      | 興                   |                                              | 第272集           |
| 黃文標     | 尤                   |                                              | 第272集           |
| 呂 熙      | 嚴                   |                                              | 第272集           |
| 關浩揚     | 記者                 | 「燒腩卷」 《爆》週刊職員                    | 第272、273集      |
| 柯 嵐      | 美                   |                                              | 第273集           |
| 李國麟     | 余錦添               | 前金波集團海外之財務總監                     | 第273集           |
| 傅劍虹     | ICAC                 |                                              | 第274集           |
| 李偉健     | ICAC                 |                                              | 第274集           |
| 招石文     |                      | 閆器之友                                     | 第274集           |
| 陳健文     | 司機楊               |                                              | 第274集           |
| 謝卓言     |                      | 《爆》週刊職員                               | 第274、275集      |
| 王致狄     | 小南                 | 《爆》週刊職員                               | 第274、275集      |
| 張國洪     | 角仔                 | 《爆》週刊職員                               | 第274、275集      |
| 鄭詠謙     | West                 | 《爆》週刊職員                               | 第274、275集      |
| 劉天龍     | 保安主管             |                                              | 第275集           |
| 魏焌皓     | Man                  | 蒙娜之秘書                                   | 第277集           |
| 胡麒豐     | 吳剛豹               | 蒙娜之助手                                   | 第277集           |
| 趙國東     | 吳剛虎               | 蒙娜之助手                                   | 第277集           |
| 朱維德     | 古清風               | 象棋大師                                     | 第277集           |
| 何君誠     | 司機劉               |                                              | 第277集           |
| 陳文靜     | 李海媚               | “惠州海味” 包國仁之前女友 富貴門大酒樓之知客 | 第278集           |
| 范彩兒     | 護士                 |                                              | 第278集           |
| 李麗麗     | 余莎菲               | 七十年代艷星 精神病患者                      | 第279集           |
| 菁 瑋      | 女演員               |                                              | 第279集           |
| 姚浩政     | 記者                 |                                              | 第279集           |
| 卓 躒      | 記者                 |                                              | 第279集           |
| 趙嘉迪     | May                  | 葉志如之友                                   | 第280集           |
| 張韋怡     | Ella                 | 葉志如之友                                   | 第280集           |
| 陳苑蔚     | Sammi                | 葉志如之友                                   | 第280集           |
| 陳蕊蕊     | 洪澍霖               |                                              | 第280集           |
| 溫尚儒     | 黃經理               |                                              | 第280集           |
| 何俊軒     | Richard              | 葉斌之友                                     | 第280集           |
| 陳志健     | Benny                | 葉斌之友                                     | 第280集           |
| 王致狄     | Gilbert              | 葉斌之友                                     | 第280集           |
| 林秀怡     | 年輕男               |                                              | 第282集           |
| 張笑千     | 年輕女               |                                              | 第282集           |
| 胡麒豐     | 吳剛豹               | 蒙娜之助手                                   | 第283集           |
| 趙國東     | 吳剛虎               | 蒙娜之助手                                   | 第283集           |
| 蕭徽勇     | 潤祥                 | 電視遊戲節目主持人                           | 第283集           |
| 陳志健     | Stanley              | 葉斌之友                                     | 第285集           |
| 楊證樺     | Roger                | 葉斌之友                                     | 第285集           |
| 杜 港      | Alan                 | 葉斌之友                                     | 第285集           |
| 顏桂州     | 保安                 |                                              | 第285集           |
| 曾健明     |                      | 金波豪庭工地主管                             | 第286集           |
| 李啟傑     | Simon                | 金範團企業之主席 葉斌之友                    | 第289集           |
| 蔡康年     | Bill Chung           | 美國微硬集團之主席 Simon之生意拍檔           | 第289、298集      |
| 華忠男     | 蔡生                 | 食評家                                       | 第290集           |
| 孫季卿     | 盲公張               |                                              | 第291集           |
| 傅劍虹     | 方律師               |                                              | 第292集           |
| 蔡考藍     | 飛蛾                 | 土瓜灣三飛女之一                             | 第293集           |
| 謝靜婷     | 飛蝶                 |                                              | 第293集           |
| 姚浩政     | 記者                 |                                              | 第293集           |
| 郭卓樺     | 嘉穎                 | 金堯堅之義兄                                 | 第293集           |
| 黎柏麟     | 飛仔                 |                                              | 第293集           |
| 羅鈞滿     | 飛仔                 |                                              | 第293集           |
| 黃樂兒     | 才女雪               |                                              | 第294集           |
| 吳幸美     | 才女雯               |                                              | 第294集           |
| 溫裕紅     | 余 蕾                | 殷賞之大學同學 前《爆》週刊主編輯            | 第294集           |
| 布偉傑     | Tom Smith            | 育華出版集團之總裁                           | 第294集           |
| 魯文傑     | Ken                  | 《九》週刊之營業經理                         | 第295集           |
| 鄭嘉雯     | 婚紗店店主           |                                              | 第296集           |
| 黃 瑩      | 模特兒               |                                              | 第297集           |
| 林婉霞     | Aima                 | 性感模特兒                                   | 第298集           |
| 楊潮凱     | 助手                 |                                              | 第298集           |
| 謝卓言     | 助手                 |                                              | 第298集           |
| 姚浩政     | 記者                 |                                              | 第298集           |
| 溫家恒     | 侍應                 |                                              | 第298集           |
| 呂 熙      | 侍應                 |                                              | 第298集           |
| 卓 躒      | 記者                 |                                              | 第299集           |
| 關浩揚     | 記者                 |                                              | 第299集           |
| 陳嘉露     | 記者                 |                                              | 第299集           |
| 李善恒     | 司儀                 |                                              | 第299集           |
| 傅劍虹     | 名人                 |                                              | 第299集           |
| 黃樂兒     | 名媛                 |                                              | 第299集           |
| 趙樂賢     | 電車明               |                                              | 第299集           |
| 彭比得     | 環保戰士             |                                              | 第299集           |
| 羅鈞滿     | 日本設計師           |                                              | 第299集           |

#### 其他演員（第301-337集）
| 演員   | 角色         | 關係／暱稱／其他                     | 出現集數               |
| 謝珊珊 | 索女         |                                      | 第301集                |
| 陳志健 | 公子         |                                      | 第303集                |
| 劉天龍 | 公子         |                                      | 第303集                |
| 林婉霞 | Aima         | 性感模特兒（𡃁模）                   | 第304集                |
| 趙嘉迪 | 模特兒       |                                      | 第304集                |
| 陳蔚而 | 模特兒       |                                      | 第304集                |
| 張韋怡 | 模特兒       |                                      | 第304集                |
| 杜 港  | 公子         |                                      | 第304集                |
| 麥皓兒 | 新聞報道員   |                                      | 第305集                |
| 李岡龍 | 何警司       |                                      | 第305集                |
| 黃文標 | 豬油高       |                                      | 第305集                |
| 黃梓瑋 | 管家         |                                      | 第308集                |
| 胡麒豐 | 吳剛豹       | 蒙娜之助手                           | 第309、319、320集      |
| 趙國東 | 吳剛虎       | 蒙娜之助手                           | 第309、319、320集      |
| 倫紫玄 | 秘書         |                                      | 第309、319、320集      |
| 劉桂芳 |              |                                      | 第309、319、320集      |
| 蔡曜力 | 助手         |                                      | 第309、319、320集      |
| 單俊偉 | 司機         |                                      | 第309、319、320集      |
| 鄧上文 | 林小曼       | 周政名前妻之妹妹 患輕微思覺失調症    | 第311集                |
| 陳偉業 | 兇徒         |                                      | 第311集                |
| 王俊伸 | 裝修工人     |                                      | 第312集                |
| 周麗欣 | 店員         |                                      | 第313集                |
| 徐玟晴 | Ada          |                                      | 第313集                |
| 吳幸美 | Dora         |                                      | 第313集                |
| 張漢斌 | Sam          |                                      | 第313集                |
| 王維德 | Patrick      |                                      | 第313集                |
| 湯俊明 | Steven       |                                      | 第313集                |
| 范彩兒 | 護士         |                                      | 第315集                |
| 邵卓堯 | 張師傅       |                                      | 第315集                |
| 楊證樺 | 何醫生       |                                      | 第316集                |
| 趙敏通 | 趙老闆       | Doris之上司                          | 第317集                |
| 林婉霞 | Aima         | 性感模特兒                           | 第318集                |
| 黃子衡 | 黎公子       | 黎氏娛樂有限公司太子爺               | 第318集                |
| 王子奇 | 胡志生       | 胡泥集團老闆                         | 第318集                |
| 王德基 | 助手         |                                      | 第318集                |
| 鍾鈺精 | 六舊金店員   |                                      | 第319集                |
| 張笑千 | 律師         |                                      | 第319集                |
| 何慶輝 | 律師         |                                      | 第319集                |
| 傅劍虹 | 財務公司職員 |                                      | 第322集                |
| 鍾志光 | 牙醫         |                                      | 第324集                |
| 日 伽  | 護士         |                                      | 第324集                |
| 關浩揚 | 記者         |                                      | 第325集                |
| 王致狄 | 記者         |                                      | 第325集                |
| 鍾建文 | 律師         |                                      | 第325集                |
| 潘冠霖 | 珊珊         | 「浪之后」                             | 第326集                |
| 謝珊珊 | 護士         |                                      | 第326集                |
| 麥皓兒 | 侍應         |                                      | 第326集                |
| 曾健明 | 工頭         |                                      | 第326集                |
| 何俊軒 | 醫生         |                                      | 第326集                |
| 顏桂州 | 部長         |                                      | 第327集                |
| 陳安瑩 | 陳師奶       |                                      | 第325、328集           |
| 侯建民 | CID          |                                      | 第329、331、333、334集 |
| 蔡昌達 | CID          |                                      | 第329、331、333、334集 |
| 李岡龍 | 何警司       |                                      | 第331集                |
| 楊潮凱 | 記者         |                                      | 第331集                |
| 黃得生 | 記者         |                                      | 第331集                |
| 朱維德 | 白金龍       |                                      | 第334集                |
| 單俊偉 | 董國堯       | 金波集團物流部主任 黑幫臥底          | 第335集                |
| 鄭家俊 | 堯手下       | 金波集團物流部職員 黑幫臥底          | 第335集                |
| 曾琬莎 | 詩           | 「菠菜詩」 陳寶拉之師妹 曾任警方臥底 | 第335集                |
| 黃彥欣 | 女公關       |                                      | 第336集                |
| 周麗欣 | 女公關       |                                      | 第336集                |
| 陳蔚而 | 女公關       |                                      | 第336集                |
| 羅 莽  | 鍾大文       | 「氹仔文」 前江湖老大                | 第336、337集           |
| 鄭詠謙 | 文手下       |                                      | 第336、337集           |
| 張穎康 | 文手下       |                                      | 第336、337集           |
| 李海生 | 鄧伯         | 氹仔文之前老大                       | 第337集                |

## 主題列表

### 第001至050集
| 集數                       | 首播日期       | 主題名稱           | 插曲 | 附註       | 故事主人翁                     |
| 001 （页面存档备份，存于） | 2008年10月20日 | 創刊號             | |            | 殷賞、賈素珊                   |
| 002 （页面存档备份，存于） | 2008年10月21日 | 新官上任           | |            | 殷賞、賈素珊                   |
| 003 （页面存档备份，存于） | 2008年10月22日 | 老豆惹的禍         | |            | 殷賞、賈素珊、殷大德           |
| 004 （页面存档备份，存于） | 2008年10月23日 | 不可能任務         | |            | 殷賞、蘇同和                   |
| 005 （页面存档备份，存于） | 2008年10月24日 | 真假大搜查         | |            | 殷賞、包國仁                   |
| 006 （页面存档备份，存于） | 2008年10月27日 | 從開始到現在       | |            | 殷賞、包國仁                   |
| 007 （页面存档备份，存于） | 2008年10月28日 | 一個夢幻組合的誕生 | |            | 殷賞、鄧勵軍、陳寶拉           |
| 008 （页面存档备份，存于） | 2008年10月29日 | 誓不兩立           | |            | 殷賞、賈素珊                   |
| 009 （页面存档备份，存于） | 2008年10月30日 | 包公國仁           | |            | 殷賞、賈素珊、包國仁           |
| 010 （页面存档备份，存于） | 2008年10月31日 | 都是你的錯         | |            | 鄧勵軍、陳寶拉                 |
| 011 （页面存档备份，存于） | 2008年11月3日  | 秘書的秘密         | |            | 包國仁、金堯堅                 |
| 012 （页面存档备份，存于） | 2008年11月4日  | 情歌．情仇         | | 參見第13集 | 殷賞、賈素珊、殷大德           |
| 013 （页面存档备份，存于） | 2008年11月5日  | 同屋．同事         | | 參見第12集 | 包國仁、莫迪高                 |
| 014 （页面存档备份，存于） | 2008年11月6日  | 網上情結           | |            | 包國仁、金堯堅                 |
| 015 （页面存档备份，存于） | 2008年11月7日  | 天生我狂           | |            | 殷賞                           |
| 016 （页面存档备份，存于） | 2008年11月10日 | 姊妹情深           | |            | 陳寶拉、余樂兒                 |
| 017 （页面存档备份，存于） | 2008年11月11日 | 好姐好口密         | | 參見第18集 | 殷大德、鍾溫繼好               |
| 018 （页面存档备份，存于） | 2008年11月12日 | 好姐的秘密         | | 參見第17集 | 殷大德、鍾溫繼好               |
| 019 （页面存档备份，存于） | 2008年11月13日 | 真實謊言           | |            | 莫迪高、蘇同和                 |
| 020 （页面存档备份，存于） | 2008年11月14日 | 孽債一筆清         | |            | 殷賞、賈素珊、殷大德           |
| 021 （页面存档备份，存于） | 2008年11月17日 | 閆器的尅星         | |            | 殷賞、閆汝大、閆器             |
| 022 （页面存档备份，存于） | 2008年11月18日 | 短訊的驚魂         | |            | 殷賞、殷大德、閆汝大、閆器     |
| 023 （页面存档备份，存于） | 2008年11月19日 | 好心有好報         | |            | 鄧勵軍、陳寶拉                 |
| 024 （页面存档备份，存于） | 2008年11月20日 | 同事愛鬥大         | |            | 莫迪高、蘇同和                 |
| 025 （页面存档备份，存于） | 2008年11月21日 | 表錯情             | |            | 殷賞、金堯堅、王麗薇           |
| 026 （页面存档备份，存于） | 2008年11月24日 | 攆夫               | |            | 殷賞、閆汝大、閆器             |
| 027 （页面存档备份，存于） | 2008年11月25日 | 閆器的心事         | |            | 殷賞、閆汝大、王麗薇、閆器     |
| 028 （页面存档备份，存于） | 2008年11月26日 | 為民請命           | |            | 閆汝大                         |
| 029 （页面存档备份，存于） | 2008年11月27日 | 敵與友的邊緣       | |            | 金堯堅、王麗薇                 |
| 030 （页面存档备份，存于） | 2008年11月28日 | 妹妹1979           | |            | 殷賞、賈素珊、殷大德           |
| 031 （页面存档备份，存于） | 2008年12月1日  | 世事無絕對         | |            | 賈素珊、余樂兒、陳寶拉         |
| 032 （页面存档备份，存于） | 2008年12月2日  | 請「軍」入甕       | |            | 鄧勵軍                         |
| 033 （页面存档备份，存于） | 2008年12月3日  | 我很矮，但我很溫柔 | |            | 鄧勵軍                         |
| 034 （页面存档备份，存于） | 2008年12月4日  | 冰之優點           | |            | 余樂兒、陸冰冰                 |
| 035 （页面存档备份，存于） | 2008年12月5日  | 戲假情真           | |            | 殷賞、閆汝大                   |
| 036 （页面存档备份，存于） | 2008年12月8日  | 逼遷記             | |            | 殷賞、賈素珊                   |
| 037 （页面存档备份，存于） | 2008年12月9日  | 引狼入室           | |            | 蘇同和、李綺琴                 |
| 038 （页面存档备份，存于） | 2008年12月10日 | 雞蛋失憶事件       | |            | 殷賞、余家昇、閆汝大           |
| 039 （页面存档备份，存于） | 2008年12月11日 | 幕後玩家           | |            | 殷賞、賈素珊、閆器             |
| 040 （页面存档备份，存于） | 2008年12月12日 | 竊聽風雲           | |            | 殷賞、余家昇、閆器、王麗薇     |
| 041 （页面存档备份，存于） | 2008年12月15日 | 明爭暗讓           | |            | 殷賞、余家昇、賈素珊           |
| 042 （页面存档备份，存于） | 2008年12月16日 | 裸照風波（上）     | | 參見第43集 | 殷賞、閆汝大、閆器             |
| 043 （页面存档备份，存于） | 2008年12月17日 | 裸照風波（下）     | | 參見第42集 | 殷賞、余家昇、閆汝大、閆器     |
| 044 （页面存档备份，存于） | 2008年12月18日 | 那年23歲           | |            | 余家昇、余樂兒                 |
| 045 （页面存档备份，存于） | 2008年12月19日 | 大約在冬至         | |            | 殷賞、閆汝大                   |
| 046 （页面存档备份，存于） | 2008年12月22日 | 愛上畢打街紳士     | |            | 金堯堅、Richard                |
| 047 （页面存档备份，存于） | 2008年12月23日 | 金牌背後的故事     | |            | 莫迪高、蘇同和、陸冰冰         |
| 048 （页面存档备份，存于） | 2008年12月24日 | 戀戀平安夜         | Miss You Most (At Christmas Time) （瑪麗亞·凱莉主唱） Christmas (Baby Please Come Home) （瑪麗亞·凱莉主唱） |            | 殷賞、金堯堅、閆汝大、包國仁   |
| 049 （页面存档备份，存于） | 2008年12月25日 | 心裡有個謎         | |            | 蘇同和、陸冰冰                 |
| 050 （页面存档备份，存于） | 2008年12月26日 | 衰鬼玩人           | |            | 包國仁、莫迪高、蘇同和、鄧勵軍 |

### 第051至100集
| 集數                       | 首播日期       | 主題名稱           | 插曲 | 附註       | 故事主人翁                           |
| 051 （页面存档备份，存于） | 2008年12月29日 | 親切的社長         |      |            | 余家昇、殷賞、賈素珊                 |
| 052 （页面存档备份，存于） | 2008年12月30日 | 愛美大作戰         |      |            | 金堯堅、陳寶拉、余樂兒、陸冰冰       |
| 053 （页面存档备份，存于） | 2008年12月31日 | 遲來的情書         |      |            | 殷賞、包國仁                         |
| 054 （页面存档备份，存于） | 2009年1月1日   | 太子桃色傳說       |      |            | 殷賞、余家昇、閆汝大                 |
| 055 （页面存档备份，存于） | 2009年1月2日   | 金句背後           |      |            | 鄧勵軍                               |
| 056 （页面存档备份，存于） | 2009年1月5日   | 兩個男人與一個女人 |      |            | 殷賞、殷大德、閆汝大                 |
| 057 （页面存档备份，存于） | 2009年1月6日   | 我女友，大家姐     |      |            | 余家昇、金堯堅、李綺琴、Linda        |
| 058 （页面存档备份，存于） | 2009年1月7日   | 我要做慳妹         |      |            | 莫迪高、蘇同和、陸冰冰               |
| 059 （页面存档备份，存于） | 2009年1月8日   | Goodbye Hello      |      |            | 余家昇、賈素珊                       |
| 060 （页面存档备份，存于） | 2009年1月9日   | 臨時特工           |      |            | 閆器、鄧勵軍、Richard                |
| 061 （页面存档备份，存于） | 2009年1月12日  | 痴心情長堅         |      |            | 包國仁、金堯堅、Richard              |
| 062 （页面存档备份，存于） | 2009年1月13日  | 我愛黑珍珠         |      |            | 殷賞、包國仁、余樂兒                 |
| 063 （页面存档备份，存于） | 2009年1月14日  | 最佳代言人         |      |            | 閆汝大、王麗薇                       |
| 064 （页面存档备份，存于） | 2009年1月15日  | 各師各法           |      |            | 殷賞、余家昇、莫迪高                 |
| 065 （页面存档备份，存于） | 2009年1月16日  | 做個編採負責人     |      |            | 殷賞、閆汝大、陳寶拉                 |
| 066 （页面存档备份，存于） | 2009年1月19日  | 「仁」在邊緣       |      |            | 殷賞、包國仁、鄧勵軍、莫迪高、蘇同和 |
| 067 （页面存档备份，存于） | 2009年1月20日  | 義犬報恩           |      |            | 蘇同和、陸冰冰                       |
| 068 （页面存档备份，存于） | 2009年1月21日  | 不能看的秘密       |      | 參見第70集 | 殷賞、余家昇、閆汝大                 |
| 069 （页面存档备份，存于） | 2009年1月22日  | 錯誤的抉擇         |      |            | 包國仁、金堯堅、Richard              |
| 070 （页面存档备份，存于） | 2009年1月23日  | 賣盤風波           |      | 参見第68集 | 殷賞、余家昇、閆汝大、王麗薇         |
| 071 （页面存档备份，存于） | 2009年1月28日  | 有求必應           |      |            | 閆器                                 |
| 072 （页面存档备份，存于） | 2009年1月29日  | 桃花教主           |      |            | 莫迪高                               |
| 073 （页面存档备份，存于） | 2009年1月30日  | 最愛是誰           |      |            | 殷賞、閆汝大                         |
| 074 （页面存档备份，存于） | 2009年2月2日   | 爸爸離家上班去     |      |            | 殷賞、殷大德                         |
| 075 （页面存档备份，存于） | 2009年2月3日   | 愛戀新人類         |      |            | 蘇同和、陸冰冰                       |
| 076 （页面存档备份，存于） | 2009年2月4日   | 真的漢子昇級版     |      |            | 余家昇、包國仁                       |
| 077 （页面存档备份，存于） | 2009年2月5日   | 貴人與賤人         |      |            | 賈素珊、金堯堅                       |
| 078 （页面存档备份，存于） | 2009年2月6日   | 偏食之謎           |      |            | 鄧勵軍                               |
| 079 （页面存档备份，存于） | 2009年2月9日   | 蒼天之瞳           |      |            | 殷賞                                 |
| 080 （页面存档备份，存于） | 2009年2月10日  | 剎那勇者           |      |            | 莫迪高                               |
| 081 （页面存档备份，存于） | 2009年2月11日  | 紋身的疑惑         |      |            | 殷賞、閆汝大、王麗薇                 |
| 082 （页面存档备份，存于） | 2009年2月12日  | 講不出的表白       |      |            | 鄧勵軍、陳寶拉、Herman               |
| 083 （页面存档备份，存于） | 2009年2月13日  | 「昇」職記         |      |            | 余家昇                               |
| 084 （页面存档备份，存于） | 2009年2月16日  | 愛上大家姐         |      |            | 殷賞、閆汝大                         |
| 085 （页面存档备份，存于） | 2009年2月17日  | 沒說出的秘密       |      |            | 殷大德、賈素珊                       |
| 086 （页面存档备份，存于） | 2009年2月18日  | 他的惹煩女友       |      |            | 殷賞、余家昇                         |
| 087 （页面存档备份，存于） | 2009年2月19日  | 你有情，我有義     |      |            | 包國仁、金堯堅                       |
| 088 （页面存档备份，存于） | 2009年2月20日  | 煙頭惹的禍         |      |            | 陸冰冰                               |
| 089 （页面存档备份，存于） | 2009年2月23日  | 溫暖之家方程式     |      |            | 殷賞、殷大德、閆汝大                 |
| 090 （页面存档备份，存于） | 2009年2月24日  | 手鐲情深           |      |            | 殷賞、包國仁                         |
| 091 （页面存档备份，存于） | 2009年2月25日  | 誰把冰山劈開       |      |            | 莫迪高、蘇同和、陸冰冰               |
| 092 （页面存档备份，存于） | 2009年2月26日  | 「琴」中殷大德     |      |            | 殷大德、李綺琴                       |
| 093 （页面存档备份，存于） | 2009年2月27日  | 真的誤會了         |      |            | 包國仁、金堯堅                       |
| 094 （页面存档备份，存于） | 2009年3月2日   | 汝大反擊戰         |      |            | 閆汝大、王麗薇、Suki、Richard        |
| 095 （页面存档备份，存于） | 2009年3月3日   | 搭上萬人迷         |      |            | 陳寶拉、高慧玲、Ben                  |
| 096 （页面存档备份，存于） | 2009年3月4日   | 生死雙雄（上）     |      | 參見第97集 | 殷賞、閆汝大、包國仁                 |
| 097 （页面存档备份，存于） | 2009年3月5日   | 生死雙雄（下）     |      | 參見第96集 | 殷賞、余家昇、閆汝大、包國仁、王麗薇 |
| 098 （页面存档备份，存于） | 2009年3月6日   | 寶拉師妹           |      |            | 陳寶拉                               |
| 099 （页面存档备份，存于） | 2009年3月9日   | 寶拉身份揭秘       |      |            | 陳寶拉                               |
| 100 （页面存档备份，存于） | 2009年3月10日  | 真情假義           |      |            | 殷賞、余家昇                         |

### 第101至150集
| 集數                       | 首播日期      | 主題名稱             | 插曲 | 附註        | 故事主人翁              |
| 101 （页面存档备份，存于） | 2009年3月11日 | 我的兩個好朋友       |      |             | 陳寶拉、余樂兒          |
| 102 （页面存档备份，存于） | 2009年3月12日 | 火型人現身           |      |             | 包國仁、金堯堅          |
| 103 （页面存档备份，存于） | 2009年3月13日 | Tina心處（上）       |      |             | 閆汝大、王麗薇          |
| 104 （页面存档备份，存于） | 2009年3月16日 | Tina心處（下）       |      |             | 閆汝大、王麗薇、Richard |
| 105 （页面存档备份，存于） | 2009年3月17日 | 父女·情仇            |      |             | 余家昇、王麗薇、閆器    |
| 106 （页面存档备份，存于） | 2009年3月18日 | 情深緣淺             |      |             | 王麗薇、閆器、Richard   |
| 107 （页面存档备份，存于） | 2009年3月19日 | 再見不再見           |      |             | 金堯堅、Richard         |
| 108 （页面存档备份，存于） | 2009年3月20日 | 二千萬元親情價       |      |             | 殷賞、余家昇、王麗薇    |
| 109 （页面存档备份，存于） | 2009年3月23日 | 大男孩遊戲           |      |             | 包國仁                  |
| 110 （页面存档备份，存于） | 2009年3月24日 | 味之天使             |      |             | 莫迪高                  |
| 111 （页面存档备份，存于） | 2009年3月25日 | 樂兒做過界           |      |             | 余樂兒                  |
| 112 （页面存档备份，存于） | 2009年3月26日 | 該走的時候           |      |             | 殷賞、閆汝大、包國仁    |
| 113 （页面存档备份，存于） | 2009年3月27日 | 最愛回頭草           |      |             | 殷賞、閆汝大、包國仁    |
| 114 （页面存档备份，存于） | 2009年3月30日 | 仁之初體驗           |      |             | 包國仁                  |
| 115 （页面存档备份，存于） | 2009年3月31日 | 家長·社長            |      |             | 余家昇、余樂兒          |
| 116 （页面存档备份，存于） | 2009年4月1日  | 最「好」的湯         |      |             | 殷大德、閆器、鍾溫繼好  |
| 117 （页面存档备份，存于） | 2009年4月2日  | 我的妹妹成長了       |      |             | 余家昇、余樂兒          |
| 118 （页面存档备份，存于） | 2009年4月3日  | 命裡有緣（時）終需有 |      |             | 閆器                    |
| 119 （页面存档备份，存于） | 2009年4月6日  | 老細密令             |      |             | 余家昇、賈素珊、莫迪高  |
| 120 （页面存档备份，存于） | 2009年4月7日  | 情義兩心知           |      |             | 殷賞、包國仁            |
| 121 （页面存档备份，存于） | 2009年4月8日  | 愛人女神             |      |             | 殷賞、余家昇、閆器      |
| 122 （页面存档备份，存于） | 2009年4月9日  | Tina再戀上           |      |             | 王麗薇、Ben             |
| 123 （页面存档备份，存于） | 2009年4月10日 | 一個好哥哥           |      |             | 余家昇、余樂兒、陳寶拉  |
| 124 （页面存档备份，存于） | 2009年4月13日 | 南非來的女兒（上）   |      | 參見第125集 | 賈素珊、陳寶拉          |
| 125 （页面存档备份，存于） | 2009年4月14日 | 南非來的女兒（下）   |      | 參見第124集 | 賈素珊、陳寶拉          |
| 126 （页面存档备份，存于） | 2009年4月15日 | 一面之緣             |      | 參見第127集 | 蘇同和、陸冰冰          |
| 127 （页面存档备份，存于） | 2009年4月16日 | 只要為愛活一天       |      | 參見第126集 | 蘇同和、陸冰冰          |
| 128 （页面存档备份，存于） | 2009年4月17日 | 奪寶「耆」兵         |      |             | 殷大德、閆器            |
| 129 （页面存档备份，存于） | 2009年4月20日 | 堅強勢回歸           |      |             | 金堯堅、Apple           |
| 130 （页面存档备份，存于） | 2009年4月21日 | 破解火形人           |      |             | 包國仁、金堯堅          |
| 131 （页面存档备份，存于） | 2009年4月22日 | 櫻花約束（會）       |      |             | 殷賞、閆汝大、王麗薇    |
| 132 （页面存档备份，存于） | 2009年4月23日 | 呷醋爸爸             |      |             | 閆器                    |
| 133 （页面存档备份，存于） | 2009年4月24日 | 矮仔強出頭           |      |             | 鄧勵軍、Ben             |
| 134 （页面存档备份，存于） | 2009年4月27日 | 不能停下來·賞賞      |      |             | 殷賞                    |
| 135 （页面存档备份，存于） | 2009年4月28日 | 社長的女友           |      |             | 殷賞、余家昇            |
| 136 （页面存档备份，存于） | 2009年4月29日 | 仁在變               |      |             | 包國仁                  |
| 137 （页面存档备份，存于） | 2009年4月30日 | Marco的底線          |      |             | 莫迪高、Suki            |
| 138 （页面存档备份，存于） | 2009年5月1日  | 似是故情來           |      |             | 殷賞、閆汝大            |
| 139 （页面存档备份，存于） | 2009年5月4日  | 信是有緣             |      |             | 金堯堅                  |
| 140 （页面存档备份，存于） | 2009年5月5日  | 紅顏知己             |      |             | 金堯堅、陸雲廷          |
| 141 （页面存档备份，存于） | 2009年5月6日  | 寶拉遇上愛           |      |             | 陳寶拉、Ben             |
| 142 （页面存档备份，存于） | 2009年5月7日  | 男人戰爭(上集)       |      | 參見第143集 | 殷賞、余家昇、閆汝大    |
| 143 （页面存档备份，存于） | 2009年5月8日  | 男人戰爭(下集)       |      | 參見第142集 | 殷賞、余家昇、閆汝大    |
| 144 （页面存档备份，存于） | 2009年5月11日 | 好夢成空             |      |             | 李綺琴                  |
| 145 （页面存档备份，存于） | 2009年5月13日 | 港女事件簿           |      |             | 陳寶拉、Lemon           |
| 146 （页面存档备份，存于） | 2009年5月14日 | 有緣無份             |      |             | 包國仁、金堯堅          |
| 147 （页面存档备份，存于） | 2009年5月15日 | 潮人背後             |      |             | 莫迪高、蘇同和          |
| 148 （页面存档备份，存于） | 2009年5月18日 | 敗犬回憶錄           |      | 參見第149集 | 殷賞、余家昇、周政名    |
| 149 （页面存档备份，存于） | 2009年5月19日 | 迷失舊情人           |      | 參見第148集 | 殷賞、余家昇、周政名    |
| 150 （页面存档备份，存于） | 2009年5月20日 | 聰明笨伯             |      |             | 閆器、鍾溫繼好          |

### 第151至200集
| 集數                       | 首播日期      | 主題名稱       | 插曲                                     | 附註        | 故事主人翁                          |
| 151 （页面存档备份，存于） | 2009年5月21日 | 寂寞的心       |                                          |             | 莫迪高、Suki                        |
| 152 （页面存档备份，存于） | 2009年5月22日 | 夢醒時份       |                                          |             | 鄧勵軍、王麗薇                      |
| 153 （页面存档备份，存于） | 2009年5月25日 | 恩情咫尺間     |                                          |             | 鄧勵軍                              |
| 154 （页面存档备份，存于） | 2009年5月26日 | 誰沒年輕過     |                                          |             | 包國仁、金尧坚                      |
| 155 （页面存档备份，存于） | 2009年5月27日 | 桃色爸爸       |                                          |             | 蘇同和                              |
| 156 （页面存档备份，存于） | 2009年5月28日 | 正義有罪       |                                          |             | 包國仁、金堯堅                      |
| 157 （页面存档备份，存于） | 2009年6月1日  | 山窮仍有路     |                                          |             | 金堯堅、王麗薇                      |
| 158 （页面存档备份，存于） | 2009年6月2日  | 觸電迷情       |                                          |             | 包國仁、金堯堅、閆器                |
| 159 （页面存档备份，存于） | 2009年6月3日  | 芽菜風波       |                                          |             | 陳寶拉                              |
| 160 （页面存档备份，存于） | 2009年6月4日  | 因傷成災       |                                          |             | 金堯堅、陸雲廷                      |
| 161 （页面存档备份，存于） | 2009年6月5日  | 舊債新償       |                                          |             | 金堯堅、陸雲廷                      |
| 162 （页面存档备份，存于） | 2009年6月8日  | 超級簡單任務   |                                          |             | 殷賞、余家昇、賈素珊                |
| 163 （页面存档备份，存于） | 2009年6月9日  | 信任           |                                          |             | 殷賞、鄧勵軍                        |
| 164 （页面存档备份，存于） | 2009年6月10日 | 再遇舊情人     |                                          |             | 殷賞、余家昇、周政名                |
| 165 （页面存档备份，存于） | 2009年6月11日 | 忘了忘不了     |                                          |             | 殷賞、閆汝大                        |
| 166 （页面存档备份，存于） | 2009年6月12日 | 禮物           |                                          | 參見第185集 | 殷賞、余家昇、閆器、Linda           |
| 167 （页面存档备份，存于） | 2009年6月15日 | 希望在明天     |                                          |             | 李綺琴                              |
| 168 （页面存档备份，存于） | 2009年6月16日 | 難得有情人     |                                          |             | 王麗薇、Ben                         |
| 169 （页面存档备份，存于） | 2009年6月17日 | 實至名歸       |                                          |             | 包國仁、莫迪高                      |
| 170 （页面存档备份，存于） | 2009年6月18日 | 情書5號        |                                          |             | 陳寶拉、Lemon                       |
| 171 （页面存档备份，存于） | 2009年6月19日 | 再一次遇上     |                                          |             | 殷賞、余家昇、閆汝大                |
| 172 （页面存档备份，存于） | 2009年6月22日 | 我們的初戀     |                                          |             | 李綺琴、柴狗                        |
| 173 （页面存档备份，存于） | 2009年6月23日 | 與魔鬼同行     |                                          |             | 殷賞、閆汝大、周政名                |
| 174 （页面存档备份，存于） | 2009年6月24日 | 有來有往       |                                          |             | 閆器、陸雲廷                        |
| 175 （页面存档备份，存于） | 2009年6月25日 | 花吃了這秘書   |                                          |             | June                                |
| 176 （页面存档备份，存于） | 2009年6月26日 | 琴姐背後的男人 |                                          |             | 李綺琴、柴狗                        |
| 177 （页面存档备份，存于） | 2009年6月29日 | 公主四宗罪     |                                          |             | 莫迪高、Suki                        |
| 178 （页面存档备份，存于） | 2009年6月30日 | 朋友           |                                          |             | 莫迪高、Suki                        |
| 179 （页面存档备份，存于） | 2009年7月1日  | 枉作小人       |                                          |             | 余家昇、周政名                      |
| 180 （页面存档备份，存于） | 2009年7月2日  | 社長的背後     |                                          |             | 殷賞、余家昇                        |
| 181 （页面存档备份，存于） | 2009年7月3日  | 誰是大贏家     |                                          |             | 莫迪高、李綺琴                      |
| 182 （页面存档备份，存于） | 2009年7月6日  | 無人完美       |                                          |             | 殷賞、賈素珊                        |
| 183 （页面存档备份，存于） | 2009年7月7日  | 紅衣武士       |                                          |             | 閆汝大、王麗薇、陳寶拉              |
| 184 （页面存档备份，存于） | 2009年7月8日  | 愛情非賣品     |                                          |             | 包國仁、金堯堅                      |
| 185 （页面存档备份，存于） | 2009年7月9日  | 心意禮物       |                                          | 參見第166集 | 殷賞、余家昇                        |
| 186 （页面存档备份，存于） | 2009年7月10日 | 「玄」來如此   |                                          |             | 閆汝大、王麗薇、閆器                |
| 187 （页面存档备份，存于） | 2009年7月13日 | 終極一吻       | You Will Be My Love （Bob Gleaves 主唱） |             | 李綺琴、柴狗                        |
| 188 （页面存档备份，存于） | 2009年7月14日 | 計謀           |                                          |             | 周政名                              |
| 189 （页面存档备份，存于） | 2009年7月15日 | 夢想姑婆屋     |                                          |             | 包國仁、金堯堅                      |
| 190 （页面存档备份，存于） | 2009年7月16日 | 大編採戰線     |                                          |             | 殷賞、余家昇                        |
| 191 （页面存档备份，存于） | 2009年7月17日 | 終於開始了     |                                          |             | 包國仁、金堯堅                      |
| 192 （页面存档备份，存于） | 2009年7月20日 | 誓不低頭       |                                          |             | 殷賞、閆汝大、王麗薇、閆器          |
| 193 （页面存档备份，存于） | 2009年7月21日 | 還我閆汝大     |                                          |             | 殷賞、余家昇、閆汝大、王麗薇、閆器  |
| 194 （页面存档备份，存于） | 2009年7月22日 | 男兒本色       |                                          |             | 蘇同和、高慧玲                      |
| 195 （页面存档备份，存于） | 2009年7月23日 | 復仇記         |                                          |             | 王麗薇                              |
| 196 （页面存档备份，存于） | 2009年7月24日 | 法眼難逃       |                                          |             | 李綺琴、柴狗                        |
| 197 （页面存档备份，存于） | 2009年7月27日 | 堅姐的男友     |                                          |             | 包國仁、金堯堅                      |
| 198 （页面存档备份，存于） | 2009年7月28日 | 魔鬼誘惑       |                                          |             | 包國仁、莫迪高、蘇同和、鄧勵軍、Ben |
| 199 （页面存档备份，存于） | 2009年7月29日 | 曲藝社的愛與情 |                                          |             | 殷賞、余家昇、閆汝大                |
| 200 （页面存档备份，存于） | 2009年7月30日 | 誰負了誰       |                                          |             | 閆器、李綺琴                        |

### 第201至250集
| 集數                       | 首播日期       | 主題名稱           | 插曲                                                         | 附註             | 故事主人翁                           |
| 201 （页面存档备份，存于） | 2009年7月31日  | 地上執到寶         |                                                              |                  | 殷賞、周政名                         |
| 202 （页面存档备份，存于） | 2009年8月3日   | 再續未了緣         |                                                              |                  | 殷賞、閆汝大、陳寶拉                 |
| 203 （页面存档备份，存于） | 2009年8月4日   | 誰人暗戀誰         |                                                              |                  | 殷賞、賈素珊、陸雲廷                 |
| 204 （页面存档备份，存于） | 2009年8月5日   | 耆英鬧緋聞         |                                                              |                  | 閆器、鍾溫繼好                       |
| 205 （页面存档备份，存于） | 2009年8月6日   | 棋高一著           |                                                              |                  | 余家昇、周政名                       |
| 206 （页面存档备份，存于） | 2009年8月7日   | 仁嫂萬歲           |                                                              |                  | 包國仁、金堯堅                       |
| 207 （页面存档备份，存于） | 2009年8月10日  | 幕後高人（上）     |                                                              | 參見第208集      | 余家昇、王麗薇、Ben、周政名          |
| 208 （页面存档备份，存于） | 2009年8月11日  | 幕後高人（下）     |                                                              | 參見第207集      | 余家昇、王麗薇、Ben、周政名          |
| 209 （页面存档备份，存于） | 2009年8月12日  | 玉女添丁           |                                                              |                  | 王麗薇、李綺琴                       |
| 210 （页面存档备份，存于） | 2009年8月13日  | 酒醒之後           |                                                              | 參見第211集      | 殷賞、余家昇、閆汝大                 |
| 211 （页面存档备份，存于） | 2009年8月14日  | 酒醉之前           | 愛得太遲（古巨基、周慧敏合唱）                               | 參見第210集      | 殷賞、余家昇、閆汝大                 |
| 212 （页面存档备份，存于） | 2009年8月18日  | 極速緋聞           |                                                              |                  | 閆器、高慧玲、Linda                  |
| 213 （页面存档备份，存于） | 2009年8月19日  | 換票行動           |                                                              |                  | 殷賞、余家昇、閆汝大                 |
| 214 （页面存档备份，存于） | 2009年8月20日  | 一物治一物         |                                                              |                  | 余家昇、余樂兒、李綺琴               |
| 215 （页面存档备份，存于） | 2009年8月21日  | 魔女的羔羊         |                                                              |                  | 王麗薇、Ben                          |
| 216 （页面存档备份，存于） | 2009年8月24日  | 尋找A君的故事      |                                                              |                  | 殷賞、殷大德、周鳳儀                 |
| 217 （页面存档备份，存于） | 2009年8月25日  | 她和他的秘密       |                                                              |                  | 殷賞、余家昇、閆汝大、殷大德、周鳳儀 |
| 218 （页面存档备份，存于） | 2009年8月26日  | 任性限定           |                                                              |                  | 殷大德、周鳳儀                       |
| 219 （页面存档备份，存于） | 2009年8月27日  | 「糞」身一救       |                                                              |                  | 周政名                               |
| 220 （页面存档备份，存于） | 2009年8月28日  | 情迷馬戲團 I       |                                                              | 參見第221、222集 | 殷賞、余家昇、閆汝大                 |
| 221 （页面存档备份，存于） | 2009年8月31日  | 情迷馬戲團 II      |                                                              | 參見第220、222集 | 殷賞、余家昇、閆汝大                 |
| 222 （页面存档备份，存于） | 2009年9月1日   | 情迷馬戲團 III     |                                                              | 參見第220、221集 | 殷賞、余家昇、閆汝大                 |
| 223 （页面存档备份，存于） | 2009年9月2日   | 非誠勿娶           |                                                              |                  | 勞素岳、Lemon                        |
| 224 （页面存档备份，存于） | 2009年9月3日   | 大丈夫日記         |                                                              |                  | 包國仁、金堯堅                       |
| 225 （页面存档备份，存于） | 2009年9月4日   | 捉蟲王子           |                                                              |                  | Ben、周政名                          |
| 226 （页面存档备份，存于） | 2009年9月7日   | 我有我堅持         |                                                              |                  | 李綺琴                               |
| 227 （页面存档备份，存于） | 2009年9月8日   | 真相大白           |                                                              |                  | 余家昇、余樂兒                       |
| 228 （页面存档备份，存于） | 2009年9月9日   | 光陰似箭           |                                                              |                  | 包國仁、莫迪高、蘇同和、鄧勵軍       |
| 229 （页面存档备份，存于） | 2009年9月10日  | 難猜（測）女人心   |                                                              |                  | 賈素珊、王麗薇                       |
| 230 （页面存档备份，存于） | 2009年9月11日  | 禁煙風波           |                                                              |                  | 殷賞、余家昇                         |
| 231 （页面存档备份，存于） | 2009年9月14日  | Out留一線間        |                                                              |                  | 余家昇、閆器                         |
| 232 （页面存档备份，存于） | 2009年9月15日  | 我們這一家         |                                                              |                  | 賈素珊                               |
| 233 （页面存档备份，存于） | 2009年9月16日  | 痛愛               |                                                              |                  | 鄧勵軍                               |
| 234 （页面存档备份，存于） | 2009年9月17日  | 手機裡的醋雨酸風   |                                                              | 參見第235集      | 殷賞、余家昇、Linda                  |
| 235 （页面存档备份，存于） | 2009年9月18日  | 社長心聲           |                                                              | 參見第234集      | 殷賞、余家昇、Linda                  |
| 236 （页面存档备份，存于） | 2009年9月21日  | 搶雀英雄傳         |                                                              |                  | 閆器、陸雲廷                         |
| 237 （页面存档备份，存于） | 2009年9月22日  | 他們的第一次       | When I Fall in Love（納·京·高爾主唱） 男人最痛（許志安主唱） | 參見第238、239集 | 殷賞、余家昇                         |
| 238 （页面存档备份，存于） | 2009年9月23日  | 社長的抉擇         |                                                              | 參見第237、239集 | 殷賞、余家昇、閆汝大                 |
| 239 （页面存档备份，存于） | 2009年9月24日  | 無言的結局         |                                                              | 參見第237、238集 | 殷賞、余家昇、閆汝大                 |
| 240 （页面存档备份，存于） | 2009年9月25日  | 等著你回來         | 青青河邊草（吳君麗主唱）                                     |                  | 鍾溫繼好                             |
| 241 （页面存档备份，存于） | 2009年9月28日  | 好湯再現           |                                                              |                  | 殷賞、余家昇、余樂兒                 |
| 242 （页面存档备份，存于） | 2009年9月29日  | 左鄰右里           |                                                              | 參見第243集      | 殷賞、余家昇                         |
| 243 （页面存档备份，存于） | 2009年9月30日  | 潛水課             |                                                              | 參見第242集      | 殷賞、閆汝大                         |
| 244 （页面存档备份，存于） | 2009年10月5日  | 稻草人與她的中秋節 | 如果（陳美玲主唱）                                           |                  | 殷賞、余家昇                         |
| 245 （页面存档备份，存于） | 2009年10月6日  | 金波四勇士         |                                                              |                  | 包國仁、莫迪高、蘇同和、鄧勵軍       |
| 246 （页面存档备份，存于） | 2009年10月7日  | 一「麵」之緣       |                                                              |                  | 閆器、蘇同和、陳祖                   |
| 247 （页面存档备份，存于） | 2009年10月8日  | 王子復國記         |                                                              |                  | Ben                                  |
| 248 （页面存档备份，存于） | 2009年10月9日  | 手袋風波           |                                                              |                  | 賈素珊、陸雲廷、蒙娜                 |
| 249 （页面存档备份，存于） | 2009年10月12日 | 第三者的提子糖     |                                                              |                  | 包國仁、金堯堅                       |
| 250 （页面存档备份，存于） | 2009年10月13日 | 過去與未來         |                                                              |                  | 殷賞、余家昇                         |

### 第251至300集
| 集數                       | 首播日期       | 主題名稱         | 插曲                                                  | 附註   | 故事主人翁                                                               |
| 251 （页面存档备份，存于） | 2009年10月14日 | 健康救星         |                                                       |        | 陳寶拉、王麗薇、Ben                                                      |
| 252 （页面存档备份，存于） | 2009年10月15日 | 尋找莫先生       |                                                       |        | 莫迪高、Suki                                                             |
| 253 （页面存档备份，存于） | 2009年10月16日 | 男子告別禮       |                                                       |        | 鄧勵軍                                                                   |
| 254 （页面存档备份，存于） | 2009年10月20日 | 感情決勝分       |                                                       |        | 包國仁、金堯堅                                                           |
| 255 （页面存档备份，存于） | 2009年10月21日 | 魚與熊掌         |                                                       |        | 殷賞、余家昇、閆汝大                                                     |
| 256 （页面存档备份，存于） | 2009年10月22日 | 租客鬥一番       |                                                       |        | 勞素岳、喪貓                                                             |
| 257 （页面存档备份，存于） | 2009年10月23日 | 女魔的溫柔       |                                                       |        | 王麗薇、Ben                                                              |
| 258 （页面存档备份，存于） | 2009年10月26日 | 八出個未來       |                                                       |        | 莫迪高、余樂兒、袁寶軒                                                   |
| 259 （页面存档备份，存于） | 2009年10月27日 | 尊嚴無價         |                                                       |        | 莫迪高、Suki                                                             |
| 260 （页面存档备份，存于） | 2009年10月28日 | 身份危機         |                                                       |        | 閆器、閆汝大、王麗薇、陳寶拉                                             |
| 261 （页面存档备份，存于） | 2009年10月29日 | 好人難做         |                                                       |        | 李綺琴                                                                   |
| 262 （页面存档备份，存于） | 2009年10月30日 | 親情DNA          |                                                       |        | 王麗薇、Ben                                                              |
| 263 （页面存档备份，存于） | 2009年11月2日  | 微妙的三角       |                                                       |        | 殷賞、余家昇、余樂兒                                                     |
| 264 （页面存档备份，存于） | 2009年11月3日  | 用心良苦         |                                                       |        | Lemon                                                                    |
| 265 （页面存档备份，存于） | 2009年11月4日  | May I？          |                                                       |        | 殷賞、余家昇                                                             |
| 266 （页面存档备份，存于） | 2009年11月5日  | 魚缸裡的腥風血雨 |                                                       |        | 袁寶軒                                                                   |
| 267 （页面存档备份，存于） | 2009年11月6日  | 幸福的蠢材       |                                                       |        | 王麗薇、Ben                                                              |
| 268 （页面存档备份，存于） | 2009年11月9日  | 兩個社長         |                                                       |        | 莫迪高                                                                   |
| 269 （页面存档备份，存于） | 2009年11月10日 | 一吻傾情         |                                                       |        | 余家昇、莫迪高、Suki                                                     |
| 270 （页面存档备份，存于） | 2009年11月11日 | 情義兩難         |                                                       |        | 包國仁、金堯堅                                                           |
| 271 （页面存档备份，存于） | 2009年11月12日 | 死心的理由       |                                                       |        | 包國仁、金堯堅                                                           |
| 272 （页面存档备份，存于） | 2009年11月13日 | 為誰辛苦為誰忙   |                                                       |        | 余家昇、閆器、Linda、肥波                                                |
| 273 （页面存档备份，存于） | 2009年11月16日 | 留下的謊言       |                                                       |        | 余家昇、閆器、肥波                                                       |
| 274 （页面存档备份，存于） | 2009年11月17日 | 封印的罪         |                                                       |        | 陳寶拉、閆器、肥波                                                       |
| 275 （页面存档备份，存于） | 2009年11月18日 | 消失的罪證       |                                                       |        | 殷賞、余家昇、陳寶拉、閆器、肥波                                         |
| 276 （页面存档备份，存于） | 2009年11月19日 | 誰偷走了手指     |                                                       |        | 殷賞、余家昇、陳寶拉、閆器、Linda                                        |
| 277 （页面存档备份，存于） | 2009年11月20日 | 沉默大丈夫       |                                                       |        | 賈素珊、陸雲廷、蒙娜                                                     |
| 278 （页面存档备份，存于） | 2009年11月23日 | 放手             | 放生（關心妍主唱）                                    |        | 包國仁、金堯堅                                                           |
| 279 （页面存档备份，存于） | 2009年11月24日 | 千里尋親記       |                                                       |        | 余家昇、閆器、肥波                                                       |
| 280 （页面存档备份，存于） | 2009年11月25日 | 圈套             |                                                       |        | 莫迪高、Suki、Ben                                                        |
| 281 （页面存档备份，存于） | 2009年11月26日 | 愛有明天         |                                                       |        | 包國仁、金堯堅                                                           |
| 282 （页面存档备份，存于） | 2009年11月27日 | 失匙記           |                                                       |        | 殷賞、余家昇、余樂兒、陳寶拉                                             |
| 283 （页面存档备份，存于） | 2009年11月30日 | 為愛鬥一番       |                                                       |        | 賈素珊、陸雲廷、蒙娜                                                     |
| 284 （页面存档备份，存于） | 2009年12月1日  | 是敵是友         |                                                       |        | 殷賞、余家昇、閆器                                                       |
| 285 （页面存档备份，存于） | 2009年12月2日  | 足智雙雄         |                                                       |        | 莫迪高、Suki、Ben                                                        |
| 286 （页面存档备份，存于） | 2009年12月3日  | 似是故人來       |                                                       |        | 殷賞、余家昇、閆器、Linda、余樂兒、勞素岳                                |
| 287 （页面存档备份，存于） | 2009年12月4日  | 真相與謊言       |                                                       |        | 殷賞、余家昇、閆器、Linda、余樂兒、勞素岳                                |
| 288 （页面存档备份，存于） | 2009年12月7日  | 祝福             |                                                       |        | 包國仁、金堯堅                                                           |
| 289 （页面存档备份，存于） | 2009年12月8日  | 愛與誠           |                                                       |        | 王麗薇、Ben                                                              |
| 290 （页面存档备份，存于） | 2009年12月9日  | 告別地下情       |                                                       |        | 莫迪高、Suki、蘇同和                                                     |
| 291 （页面存档备份，存于） | 2009年12月10日 | 愛出了禍         |                                                       |        | 殷賞、余家昇、閆汝大、閆器                                               |
| 292 （页面存档备份，存于） | 2009年12月11日 | 戲假情真         |                                                       |        | 殷賞、余家昇、Doris                                                      |
| 293 （页面存档备份，存于） | 2009年12月14日 | 遮風擋雨         |                                                       |        | 包國仁、金堯堅                                                           |
| 294 （页面存档备份，存于） | 2009年12月15日 | 你能留我嗎       | 執迷不悔（王菲主唱）                                  |        | 殷賞、余家昇、閆汝大                                                     |
| 295 （页面存档备份，存于） | 2009年12月16日 | 蝦蟆日記         | 真愛在明天（黎明、周慧敏主唱）                        |        | 包國仁、莫迪高、Suki                                                     |
| 296 （页面存档备份，存于） | 2009年12月17日 | 愛的逃兵         |                                                       |        | 包國仁、金堯堅                                                           |
| 297 （页面存档备份，存于） | 2009年12月18日 | 我令你痛心       | 千枝針刺在心 （主唱：林子祥）                         |        | 殷賞、余家昇、Doris                                                      |
| 298 （页面存档备份，存于） | 2009年12月21日 | 好心分手         |                                                       |        | 王麗薇、Ben                                                              |
| 299 （页面存档备份，存于） | 2009年12月22日 | 天使夢醒         |                                                       |        | 閆汝大、陳寶拉                                                           |
| 300 （页面存档备份，存于） | 2009年12月23日 | 擋不了的緣份     | Miss You Most (at Christmas Time) （瑪麗亞·凱莉主唱） | [ 18 ] | 殷賞、余家昇、包國仁、金堯堅、莫迪高、Suki、李綺琴、柴狗、蘇同和、陸冰冰 |

### 第301至337集
| 集數                       | 首播日期       | 主題名稱               | 插曲                          | 附註                         | 故事主人翁                            |
| 301 （页面存档备份，存于） | 2009年12月24日 | 「付」心的人           | 我愛你 （許冠傑、陳秋霞合唱） |                              | 殷大德、周鳳儀                        |
| 302 （页面存档备份，存于） | 2009年12月25日 | 一見如故               |                               |                              | 賈素珊、周鳳儀                        |
| 303 （页面存档备份，存于） | 2009年12月28日 | 情非得已               | 男人最痛（許志安主唱）        |                              | 王麗薇、Ben、周政名                   |
| 304 （页面存档备份，存于） | 2009年12月29日 | 奸人上位               |                               |                              | 王麗薇、Ben、周政名                   |
| 305 （页面存档备份，存于） | 2009年12月30日 | 危情告急               |                               |                              | 殷賞、余家昇                          |
| 306 （页面存档备份，存于） | 2009年12月31日 | 心碎的禮物             |                               |                              | 殷賞、余家昇、閆器                    |
| 307 （页面存档备份，存于） | 2010年1月1日   | 讓路                   |                               |                              | 包國仁、李綺琴                        |
| 308 （页面存档备份，存于） | 2010年1月4日   | 小人當道               |                               |                              | 余家昇、王麗薇、周政名                |
| 309 （页面存档备份，存于） | 2010年1月5日   | 天敵來了               |                               |                              | 賈素珊、周鳳儀、蒙娜                  |
| 310 （页面存档备份，存于） | 2010年1月6日   | 我們的大閆生           |                               | [ 21 ]                       | 閆器                                  |
| 311 （页面存档备份，存于） | 2010年1月7日   | 危險人物               |                               |                              | 殷賞、周政名                          |
| 312 （页面存档备份，存于） | 2010年1月8日   | 真情流露               |                               |                              | 殷賞、余家昇、周政名                  |
| 313 （页面存档备份，存于） | 2010年1月11日  | 假意真情               |                               |                              | 包國仁、金堯堅、向眾仁                |
| 314 （页面存档备份，存于） | 2010年1月12日  | 一個不能少             |                               |                              | 勞素岳、周政名                        |
| 315 （页面存档备份，存于） | 2010年1月13日  | 天意                   |                               | 參見第316集                  | 包國仁、金堯堅、向眾仁                |
| 316 （页面存档备份，存于） | 2010年1月14日  | 忘不了．忘了           |                               | 參見第315集                  | 包國仁、金堯堅、向眾仁                |
| 317 （页面存档备份，存于） | 2010年1月15日  | 公私密友               |                               |                              | 殷賞、余家昇、Doris                   |
| 318 （页面存档备份，存于） | 2010年1月18日  | 狼狽為奸               |                               |                              | Ben、周政名                           |
| 319 （页面存档备份，存于） | 2010年1月19日  | 戀愛大過錢             |                               |                              | 殷大德、周鳳儀                        |
| 320 （页面存档备份，存于） | 2010年1月20日  | 教我懂去愛             |                               |                              | 賈素珊、陸雲廷                        |
| 321 （页面存档备份，存于） | 2010年1月21日  | 愛難留                 |                               |                              | 包國仁、金堯堅、向眾仁                |
| 322 （页面存档备份，存于） | 2010年1月22日  | 不完美女友             |                               |                              | 包國仁、金堯堅、喪貓                  |
| 323 （页面存档备份，存于） | 2010年1月25日  | 功虧一簣               |                               |                              | 閆汝大、王麗薇、周政名                |
| 324 （页面存档备份，存于） | 2010年1月26日  | 為你護航               |                               |                              | 殷賞、余家昇                          |
| 325 （页面存档备份，存于） | 2010年1月27日  | 昇之心計               |                               |                              | 殷賞、余家昇、周鳳儀                  |
| 326 （页面存档备份，存于） | 2010年1月28日  | 不知不覺拖上你         |                               |                              | 殷賞、余家昇                          |
| 327 （页面存档备份，存于） | 2010年1月29日  | 困局                   |                               |                              | 殷賞、余家昇、閆汝大                  |
| 328 （页面存档备份，存于） | 2010年2月1日   | 用心情苦               |                               | 參見第329 - 332集            | 殷賞、余家昇                          |
| 329 （页面存档备份，存于） | 2010年2月2日   | 魔女的瘡疤             |                               | 參見第328、330 - 332集       | 閆汝大、王麗薇、Linda、余錦添         |
| 330 （页面存档备份，存于） | 2010年2月3日   | 黑風暴                 |                               | 參見第328 - 329、331 - 332集 | 余家昇、閆汝大、王麗薇、周政名        |
| 331 （页面存档备份，存于） | 2010年2月4日   | 命懸一線               |                               | 參見第328 - 330、332集       | 殷賞、余家昇、閆汝大、王麗薇、周政名  |
| 332 （页面存档备份，存于） | 2010年2月5日   | 救兵來了               |                               | 參見第328 - 331集            | 殷賞、余家昇、閆汝大、王麗薇、Richard |
| 333 （页面存档备份，存于） | 2010年2月8日   | 縮手．回頭             |                               |                              | 殷賞、余家昇、王麗薇、周政名          |
| 334 （页面存档备份，存于） | 2010年2月9日   | 因愛之名               |                               |                              | 殷賞、余家昇、王麗薇、Linda           |
| 335 （页面存档备份，存于） | 2010年2月10日  | 不能說的秘密           |                               | 參見第336 - 337集            | 陳寶拉                                |
| 336 （页面存档备份，存于） | 2010年2月11日  | 無間情緣               |                               | 參見第335、337集             | 殷賞、余家昇                          |
| 337 （页面存档备份，存于） | 2010年2月12日  | 一個為你甘去蹈火海的人 |                               | 參見第335 - 336集            | 殷賞、余家昇                          |

### 短劇系列

#### 同名短劇系列
| 集數                                                                                 | 首播日期                                 | 系列名稱     | 各集主題名稱                                  | 內容簡介                                                                                     |
| 042 （页面存档备份，存于）、 043 （页面存档备份，存于）                              | 2008年12月16日 2008年12月17日            | 裸照風波     | 裸照風波（上）、 裸照風波（下）               | 首個同名短劇 內容環繞閆汝大的裸照成為雜誌封面而引起的風波                                    |
| 096 （页面存档备份，存于）、 097 （页面存档备份，存于）                              | 2009年3月4日 2009年3月5日                | 生死雙雄     | 生死雙雄（上）、 生死雙雄（下）               | 內容環繞包國仁跟閆汝大被綁架時的兄弟情                                                       |
| 103 （页面存档备份，存于）、 104 （页面存档备份，存于）                              | 2009年3月13日 2009年3月16日              | Tina心處     | Tina心處（上）、 Tina心處（下）               | 首個跨周同名短劇 內容環繞王麗薇多年來在心中隱藏的想法                                        |
| 124 （页面存档备份，存于）、 125 （页面存档备份，存于）                              | 2009年4月13日 2009年4月14日              | 南非來的女兒 | 南非來的女兒（上）、 南非來的女兒（下）       | 內容環繞賈素珊錯認陳寶拉是自己的女兒阿拉斯加以及發現女兒阿拉斯加身分的經過                   |
| 142 （页面存档备份，存于）、 143 （页面存档备份，存于）                              | 2009年5月7日 2009年5月8日                | 男人戰爭     | 男人戰爭(上集)、 男人戰爭(下集)               | 內容環繞殷賞誤會閆汝大知道自己拍攝藝術裸照的舊事而與余家昇之間發生爭執及後所引起的一連串風波 |
| 207 （页面存档备份，存于）、 208 （页面存档备份，存于）                              | 2009年8月10日 2009年8月11日              | 幕後高人     | 幕後高人（上）、 幕後高人（下）               | 內容環繞周政名想搏取王麗薇的歡心，卻敵不過余家昇協助Ben取回王麗薇的歡心的經過                |
| 220 （页面存档备份，存于）、 221 （页面存档备份，存于）、 222 （页面存档备份，存于） | 2009年8月28日 2009年8月31日 2009年9月1日 | 情迷馬戲團   | 情迷馬戲團 I、 情迷馬戲團 II、 情迷馬戲團 III | 內容環繞殷賞編寫網上小說《情迷馬戲團》後被瘋狂的擁護者綁架的經過                             |

#### 異名短劇系列
| 集數 | 首播日期                                                         | 系列名稱               | 各集主題名稱                                         | 內容簡介 |
| 098 （页面存档备份，存于）、 099 （页面存档备份，存于）                                                                                        | 2009年3月6日 2009年3月9日                                        | 陳寶拉身份系列         | 寶拉師妹、 寶拉身份揭秘                              | 首名異名短劇 首名跨週異名短劇 內容環繞陳寶拉的真正身份 |
| 105 （页面存档备份，存于）、 106 （页面存档备份，存于）、 107 （页面存档备份，存于）、 108 （页面存档备份，存于）                              | 2009年3月17日 2009年3月18日 2009年3月19日 2009年3月20日          | 王麗薇親情愛情友情系列 | 父女·情仇、 情深緣淺、 再見不再見、 二千萬元親情價   | 內容環繞王麗薇與生父王桂生以及繼父閆器的親情、與男友Richard之間的誤會及余家昇幫助自己解決問題的友情 |
| 112 （页面存档备份，存于）、 113 （页面存档备份，存于）、 114 （页面存档备份，存于）                                                           | 2009年3月26日 2009年3月27日 2009年3月28日                        | 包國仁轉職系列         | 該走的時候、 最愛回頭草、 仁之初體驗                 | 內容環繞包國仁暗戀殷賞而對總是與她一起工作的前夫閆汝大產生嫉妒及後所引起的轉職風波 |
| 126 （页面存档备份，存于）、 127 （页面存档备份，存于）                                                                                        | 2009年4月15日 2009年4月16日                                      | 陸冰冰為愛辭職系列     | 一面之緣、 只要為愛活一天                            | 內容環繞陸冰冰為了一個在南丫島相處半日的陌生人而毅然跟蘇同和道別，辭職到北京讀書 |
| 148 （页面存档备份，存于）、 149 （页面存档备份，存于）                                                                                        | 2009年5月18日 2009年5月19日                                      | 殷賞舊情人系列         | 敗犬回憶錄、 迷失舊情人                              | 內容環繞殷賞重遇自己的舊情人周政名的經過 |
| 160 （页面存档备份，存于）、 161 （页面存档备份，存于）                                                                                        | 2009年6月4日 2009年6月5日                                        | 好知己系列             | 因傷成災、 舊債新償                                  | 內容環繞金堯堅和陸雲廷成為知己的因由 |
| 210 （页面存档备份，存于）、 211 （页面存档备份，存于）                                                                                        | 2009年8月13日 2009年8月14日                                      | 殷賞酒醉系列           | 酒醒之後、 酒醉之前                                  | 內容環繞殷賞出席應酬，酒醉後與閆汝大及余家昇發生的事情 |
| 216 （页面存档备份，存于）、 217 （页面存档备份，存于）、 218 （页面存档备份，存于）                                                           | 2009年8月24日 2009年8月25日 2009年8月26日                        | 六十歲單身之約系列     | 尋找A君的故事、 他和她的秘密、 任性限定              | 內容環繞殷大德和周鳳儀訂下的六十歲單身之約 |
| 234 （页面存档备份，存于）、 235 （页面存档备份，存于）                                                                                        | 2009年9月17日 2009年9月18日                                      | 呷醋系列               | 手機的酸風醋雨、 社長心聲                            | 內容環繞殷賞對Linda誤打誤撞的情況底下獲得余家昇原先購買給她的紅色手提電話而大為緊張 |
| 238 （页面存档备份，存于）、 239 （页面存档备份，存于）                                                                                        | 2009年9月23日 2009年9月24日                                      | 回頭卻步系列           | 社長的抉擇、 無言的結局                              | 內容環繞余家昇跟殷賞之間的感情存在繁雜的顧忌，亦因為有著不可告人的苦衷，而促使余家昇自己利用藉口去走回頭路 |
| 270 （页面存档备份，存于）、 271 （页面存档备份，存于）                                                                                        | 2009年11月11日 2009年11月12日                                    | 感情修補系列           | 情義兩難、 死心的理由                                | 內容環繞包國仁把戶口內計劃結婚的錢借給喪貓應急，使堅大失所望，加上金堯堅身邊出現的鑽石王老五及種種巧合下，兩人的感情漸變為緊張 |
| 274 （页面存档备份，存于）、 275 （页面存档备份，存于）、 276 （页面存档备份，存于）                                                           | 2009年11月17日 2009年11月18日 2009年11月19日                     | 罪證·手指系列          | 封印的罪、 消失的罪證、 誰偷走了手指                 | 內容環繞閆器派陳寶拉前往《爆》週刊擔任臥底，其間儲存了秘密資料的USB儲存器被盜，眾人欲查出背後之真相 |
| 286 （页面存档备份，存于）、 287 （页面存档备份，存于）                                                                                        | 2009年12月3日 2009年12月4日                                      | 真相與謊言系列         | 似是故人來、 真相與謊言                              | 內容環繞余家昇認為妹妹余樂兒跟美術部職員勞素岳關係異常，決定偷偷監視欲查出她與誰人交往；與此同時，閆器遭一男子余錦添要求二百萬應急，使余家昇與Linda打算交錢時把他逮個正著 |
| 290 （页面存档备份，存于）、 291 （页面存档备份，存于）                                                                                        | 2009年12月14日 2009年12月15日                                    | 愛火重燃系列           | 愛出了禍、 戲假情真                                  | 內容環繞閆器有意藉英國度假村的推廣計畫再撮合殷賞與閆汝大。雖然閆汝大道出殷賞最有可能跟余家昇發展，但閆器為了兒子的姻緣著想而決定要余家昇自動辭職。余家昇為完成任務，便借機會找前女友Doris作擋箭牌以求保留社長之職位；可是余家昇和Doris卻愛火重燃，重新成為男女朋友，令殷賞感到自己變成了這段感情關係的犧牲品 |
| 303 （页面存档备份，存于）、 304 （页面存档备份，存于）                                                                                        | 2009年12月28日 2009年12月29日                                    | 情完？系列             | 情非得已、 奸人上位                                  | 內容環繞王麗薇與周政名跟Ben與Aima兩對各自於喝酒後在酒店纏綿一夜及後所引起的轉變 |
| 311 （页面存档备份，存于）、 312 （页面存档备份，存于）                                                                                        | 2010年1月7日 2010年1月8日                                        | 感情大躍進系列         | 危險人物、 真情流露                                  | 內容環繞殷賞受周政名亡妻妹妹小曼的請求揭發他謀殺其姊以取得保險金一事。然而周政名利用余家昇的安危作為要脅殷賞的籌碼，促使她沒有把「殺妻疑案」刊登。余家昇回到公司後得知殷賞對自己的情義，使雙方感情大躍進，亦令他按捺不住揮拳打周政名為殷賞出一口氣 |
| 315 （页面存档备份，存于）、 316 （页面存档备份，存于）                                                                                        | 2010年1月13日 2010年1月14日                                      | 天意系列               | 天意、 忘不了．忘了                                  | 內容環繞金堯堅透過安裝在家的閉路電視聽到眾人談論包國仁背後為她做的事，終於回心轉意，並打算找他說清楚。不幸地，金堯堅在途中遇上交通意外；從醫院醒來證實有短暫失憶，僅僅記住跟包國仁未分手前的事，促使包國仁與向眾仁二人不知道該怎麼做 |
| 328 （页面存档备份，存于）、 329 （页面存档备份，存于）、 330 （页面存档备份，存于）、 331 （页面存档备份，存于）、 332 （页面存档备份，存于） | 2010年2月1日 2010年2月2日 2010年2月3日 2010年2月4日 2010年2月5日 | 風暴系列               | 用心情苦、 魔女的瘡疤、 黑風暴、 命懸一線、 救兵來了 | 內容環繞余錦添再次偷渡回港要求王麗薇給予二百萬。閆汝大從周政名知悉閆器的秘密，堅持獨自約見余錦添；可是周政名借閆汝大作替死鬼，使警方指他涉嫌謀殺余錦添。王麗薇接到兄長犯上謀殺嫌疑的消息，懺悔地向他保證會把戒指「浪漫的心」交給殷賞。殷賞無意中知道有關當年「金波海外」與「千尋公司」的真相藏於戒指「浪漫的心」，令她得悉余家昇利用她達到目的，她亦意會到余家昇成為了王麗薇勢力中的一員，終決定與他劃清界線。另外殷賞更在閆汝大昏迷前答應與他結婚。 |

#### 角色故事系列
| 集數 | 首播日期 | 系列名稱                                       | 各集主題名稱 | 附註 |
| 003、 012、 020、 030、 085 | 2008年10月22日 2008年11月4日 2008年11月14日 2008年11月28日 2009年2月17日 | 三十年恩怨系列                                 | 老豆惹的禍、 情歌．情仇、 孽債一筆清、 妹妹1979、 沒說出的秘密 | 首個異名短劇 首個跨周異名短劇 內容環繞賈素珊和殷大德三十年來的恩恩怨怨 |
| 011、 014、 046、 048、 061、 069 | 2008年11月3日 2008年11月6日 2008年12月22日 2008年12月24日 2009年1月12日 2009年1月22日 | 新情舊戀系列                                   | 秘書的秘密、 網上情結、 愛上畢打街紳士、 戀戀平安夜、 痴心情長堅、 錯誤的抉擇 | 內容環繞金堯堅與前度男友封和暗戀已久的Richard的事情 |
| 016、 031、 101 | 2008年12月1日 2008年11月10日 2009年3月11日 | 姊妹情系列                                     | 姊妹情深、 世事無絕對、 我的兩個好朋友 | 內容環繞陳寶拉及余樂兒之間的友誼 |
| 025、 029、 156、 157 | 2008年11月21日 2008年11月27日 2009年5月28日 2009年6月1日 | 敵友系列                                       | 表錯情、 敵與友的邊緣、 正義有罪、 山窮仍有路 | 內容環繞金堯堅跟王麗薇有著不同的處事方式而被針對和陷害 |
| 035、 045、 073、 138、 165、 199、 202、 210、 220、 221、 222、 243、 255 | 2008年12月5日 2008年12月19日 2009年1月30日 2009年5月1日 2009年6月11日 2009年7月29日 2009年8月3日 2009年8月13日 2009年8月28日 2009年8月31日 2009年9月1日 2009年9月30日 2009年10月21日 | 再續夫妻緣系列 「汝賞戀」                      | 戲假情真、 大約在冬至、 最愛是誰、 似是故情來、 忘了忘不了、 曲藝社的愛與情、 再續未了緣、 酒醒之後、 情迷馬戲團 I、 情迷馬戲團 II、 情迷馬戲團 III、 潛水課、 魚與熊掌 | 內容環繞殷賞對自己前夫閆汝大有著忘不了的情懷以及不能被人取代的重要位置的想法 |
| 047、 049、 058、 067、 075、 088、 091、 126、 127 | 2008年12月23日 2008年12月25日 2009年1月7日 2009年1月20日 2009年2月3日 2009年2月20日 2009年2月25日 2009年4月15日 2009年4月16日 | 陸冰冰與蘇同和相戀系列 「冰和戀」、 「Gacy戀」 | 金牌背後的故事、 心裡有個謎、 我要做慳妹、 義犬報恩、 愛戀新人類、 煙頭惹的禍、 誰把冰山劈開、 一面之緣、 只要為愛活一天 | 內容環繞陸冰冰及蘇同和從一對鬥氣冤家開始，經過不同事件而互相傾慕對方的經過，但後來陸冰冰為了一個在南丫島相處半日的陌生人而毅然跟蘇同和道別，辭職到北京讀書，令戀情無疾而終。 |
| 055、 153、 163 | 2009年1月2日 2009年5月25日 2009年6月9日 | 助養人系列                                     | 金句背後、 恩情咫尺間、 信任 | 內容環繞鄧勵軍的助養人龍珠的真面目 |
| 056、 089 | 2009年1月5日 2009年2月23日 | 兩男一女系列                                   | 兩個男人與一個女人、 溫暖之家方程式 | 內容環繞殷大德與閆汝大從金錢上的問題領會到家的重要性 |
| 038、 040、 041、 044、 062、 064、 068、 100、 135、 142、 143、 162、 166、 171、 180、 185、 190、 199、 210、 211、 213、 220、 221、 222、 230、 234、 235、 237、 238、 239、 241、 242、 244、 250、 255、 265、 282、 284、 291、 292、 294、 297、 300、 305、 306、 311、 312、 317、 324、 326、 327、 328、 333、 335、 336、 337 | 2008年12月10日 2008年12月12日 2008年12月15日 2008年12月18日 2009年1月13日 2009年1月15日 2009年1月21日 2009年3月10日 2009年4月28日 2009年5月7日 2009年5月8日 2009年6月8日 2009年6月12日 2009年6月19日 2009年7月2日 2009年7月9日 2009年7月16日 2009年7月29日 2009年8月12日 2009年8月13日 2009年8月19日 2009年8月28日 2009年8月31日 2009年9月1日 2009年9月11日 2009年9月17日 2009年9月18日 2009年9月22日 2009年9月23日 2009年9月24日 2009年9月28日 2009年9月29日 2009年10月5日 2009年10月13日 2009年10月21日 2009年11月4日 2009年11月27日 2009年12月1日 2009年12月11日 2009年12月14日 2009年12月15日 2009年12月18日 2009年12月23日 2009年12月30日 2009年12月31日 2010年1月7日 2010年1月8日 2010年1月15日 2010年1月26日 2010年1月28日 2010年1月29日 2010年2月1日 2010年2月8日 2010年2月10日 2010年2月11日 2010年2月12日 | 日久生情系列 「賞昇戀」                        | 雞蛋失憶事件、 竊聽風雲、 明爭暗讓、 那年23歲、 我愛黑珍珠、 各師各法、 不能看的秘密、 真情假義、 社長的女友、 男人戰爭(上集)、 男人戰爭(下集)、 超級簡單任務、 禮物、 再一次遇上、 社長的背後、 心意禮物、 大編採戰線、 曲藝社的愛與情、 酒醒之後、 酒醉之前、 換票行動、 情迷馬戲團 I、 情迷馬戲團 II、 情迷馬戲團 III、 禁煙風波、 手機裡的醋雨酸風、 社長心聲、 他們的第一次、 社長的抉擇、 無言的結局、 好湯再現 左鄰右里、 稻草人與她的中秋節、 過去與未來、 魚與熊掌、 May I？、 失匙記、 是敵是友、 愛出了禍、 戲假情真、 你能留我嗎、 我令你痛心、 擋不了的緣分、 危情告急、 心碎的禮物、 危險人物、 真情流露、 公私密友、 為你護航、 不知不覺拖上你、 困局、 用心情苦、 縮手．回頭、 不能說的秘密、 無間情緣、 一個甘為你踩火海的人 | 內容環繞殷賞和余家昇之間關係變化。由二人各持己見、針鋒相對到培養出奇佳的默契，暗裏互相扶持，變為兩人發展微妙感情的歷程。亦因一次次的巧合，互相闖入對方的私人領域，令他們拉近彼此距離，進而產生曖昧情愫，互有好感。但因昇的神秘任務，往往在重要之時卻步；二人的關係一直兜兜轉轉，保持在戀人未滿，友達以上的狀態。余錦添出現後，昇情不自禁把賞拉進案件的調查中，後來賞發現自己被欺騙和利用，當昇完成任務後卻失去蹤影。其後，賞無意中發現昇的身分，欲與他說清楚卻未果。昇亦意外發現賞要接近黑幫採訪而身陷險境，盡己之能拯救她，不料原來只是賞和潮人作弄他所設之局，昇發現後當眾大喊表白以引她出來，未料之後二人再次爭吵起來......3年後，昇在眾人面前於金波大廈餐廳求婚成功。 |
| 087、 093、 139、 140、 146、 154、 184、 191、 197、 206、 224、 249、 254、 270、 271、 278、 281、 288、 293、 296、 313、 315、 316、 321、 322 | 2009年2月19日 2009年2月27日 2009年5月4日 2009年5月5日 2009年5月14日 2009年5月26日 2009年7月8日 2009年7月17日 2009年7月27日 2009年8月7日 2009年9月3日 2009年10月12日 2009年10月20日 2009年11月11日 2009年11月12日 2009年11月23日 2009年11月26日 2009年12月7日 2009年12月14日 2009年12月17日 2010年1月11日 2010年1月13日 2010年1月14日 2010年1月21日 2010年1月22日 | 緣份系列                                       | 你有情，我有義、 真的誤會了、 信是有緣、 紅顏知己、 有緣無份、 誰沒年輕過、 愛情非賣品、 終於開始了、 堅姐的男友、 仁嫂萬歲、 大丈夫日記、 第三者的提子糖、 感情決勝分、 情義兩難、 死心的理由、 放手、 愛有明天、 祝福、 遮風擋雨、 愛的逃兵、 假意真情、 天意、 忘不了．忘了、 愛難留、 不完美女友 | 內容環繞金堯堅跟包國仁的感情從普通朋友昇華到另一階段期間所面對的種種障礙 |
| 098、 099、 159、 335 | 2009年3月6日 2009年3月9日 2009年6月3日 2010年2月10日 | 陳寶拉身份系列                                 | 寶拉師妹、 寶拉身份揭秘、 芽菜風波、 不能說的秘密 | 內容環繞陳寶拉的真正身份以及自己內心的衝突 |
| 102、 130 | 2009年3月12日 2009年4月21日 | 火型人系列                                     | 火型人現身、 破解火形人 | 內容環繞金堯堅與為她擋剎的火型人替死鬼的故事 |
| 105、 106、 107、 108 | 2009年3月17日 2009年3月18日 2009年3月19日 2009年3月20日 | 王麗薇親情愛情友情系列                         | 父女·情仇、 情深緣淺、 再見不再見、 二千萬元親情價 | 內容環繞王麗薇與生父王桂生以及繼父閆器的親情、與男友Richard之間的誤會及余家昇幫助自己解決問題的情意 |
| 112、 113 | 2009年3月26日 2009年3月27日 | 包國仁的秘密系列                               | 該走的時候、 最愛回頭草 | 內容環繞包國仁暗戀殷賞而對總是與她一起工作的前夫閆汝大產生嫉妒及後所引起的一連串風波 |
| 114、 136 | 2009年3月30日 2009年4月29日 | 情感轉變系列                                   | 仁之初體驗、 仁在變 | 內容環繞包國仁轉到營業部工作後，慢慢地改變自己對殷賞的感覺 |
| 115、 117、 123、 227、 241、 263 | 2009年3月31日 2009年4月2日 2009年4月10日 2009年9月8日 2009年9月28日 2009年11月2日 | 余家兄妹情系列                                 | 家長·社長、 我的妹妹成長了、 一個好哥哥、 真相大白、 好湯再現、 微妙的三角 | 內容環繞余家昇及余樂兒之間非一般的兄妹情 |
| 122、 168、 207、 208、 215、 251、 257、 262、 267、 289、 298、 303、 304、 334 | 2009年4月9日 2009年6月16日 2009年8月10日 2009年8月11日 2009年8月21日 2009年10月14日 2009年10月23日 2009年10月30日 2009年11月6日 2009年12月10日 2009年12月21日 2009年12月28日 2009年12月29日 2010年2月9日 | 商業愛情系列                                   | Tina再戀上、 難得有情人、 幕後高人（上）、 幕後高人（下）、 魔女的羔羊、 健康救星、 女魔的溫柔、 親情DNA、 幸福的蠢材、 愛與誠、 好心分手、 情非得已、 奸人上位、 因愛之名 | 內容環繞王麗薇和Ben擁有的愛情深厚到哪個程度 |
| 133、 152 | 2009年4月24日 2009年5月22日 | 鄧勵軍痴情系列                                 | 矮仔強出頭、 夢醒時份 | 內容環繞鄧勵軍因仰慕王麗薇而常為她出頭，令王麗薇不知道怎樣拒絕他的一番好意 |
| 137、 151、 177、 178、 252、 259、 269、 280、 285、 290、 295 | 2009年4月30日 2009年5月21日 2009年6月29日 2009年6月30日 2009年10月15日 2009年10月27日 2009年11月10日 2009年11月25日 2009年12月2日 2009年12月9日 2009年12月16日 | 階級愛情系列                                   | Marco的底線、 寂寞的心、 公主四宗罪、 朋友、 尋找莫先生、 尊嚴無價、 一吻傾情、 圈套、 足智雙雄、 告別地下情、 蝦蟆日記 | 內容環繞莫迪高和葉志如兩個非門當戶對的人，彼此信任和尊重而慢慢地打破階級觀念，發展一段微妙的感情關係 |
| 140、 160、 161、 189 | 2009年5月5日 2009年6月4日 2009年6月5日 2009年7月15日 | 好知己系列                                     | 紅顏知己、 因傷成災、 舊債新償、 夢想姑婆屋 | 內容環繞金堯堅和陸雲廷這對知己對大家的心意 |
| 141、 170、 183、 299 | 2009年5月6日 2009年6月18日 2009年7月7日 2009年12月22日 | 愛情武士系列                                   | 寶拉遇上愛、 情書5號、 紅衣武士、 天使夢醒 | 內容環繞陳寶拉對一次又一次協助自己解困的閆汝大越愛越深 |
| 145、 170、 223、 264、 314 | 2009年5月13日 2009年6月18日 2009年9月2日 2009年11月3日 2010年1月12日 | 港男港女系列                                   | 港女事件簿、 情書5號、 非誠勿娶、 用心良苦、 一個不能少 | 內容環繞要求高的Lemon與暗戀自己的勞素岳成為情侶後出現的小風波 |
| 147、 155、 194、 246 | 2009年5月15日 2009年5月27日 2009年7月22日 2009年10月7日 | 蘇同和親人系列                                 | 潮人背後、 桃色爸爸、 男兒本色、 一「麵」之緣 | 內容環繞蘇同和與母親陳祖及父親蘇思富的關係 |
| 148、 149、 164 | 2009年5月18日 2009年5月19日 2009年6月10日 | 殷賞舊情人系列                                 | 敗犬回憶錄、 迷失舊情人、 再遇舊情人 | 內容環繞殷賞的舊情人周政名欲與自己重修舊好的詭計 |
| 172、 176、 181、 187、 196 | 2009年6月22日 2009年6月26日 2009年7月3日 2009年7月13日 2009年7月24日 | 他們的初戀系列                                 | 我們的初戀、 琴姐背後的男人、 誰是大贏家、 終極一吻、 法眼難逃 | 內容環繞李綺琴和柴狗的中年初戀故事 |
| 203、 229、 248、 277、 283、 309、 320 | 2009年8月4日 2009年9月10日 2009年10月9日 2009年11月20日 2009年11月30日 2010年1月5日 2010年1月20日 | 心繫對方系列                                   | 誰人暗戀誰、 難猜（測）女人心、 手袋風波、 沉默的大丈夫、 為愛鬥一番、 天敵來了、 教我懂去愛 | 內容環繞賈素珊和陸雲廷相戀到一個可以不用交談也能夠知悉對方心意的地步，豈料兩人之間因一貴婦蒙娜而演變些少風波出來 |
| 216、 217、 218、 301、 319 | 2009年8月24日 2009年8月25日 2009年8月26日 2009年12月24日 2010年1月19日 | 六十歲單身之約系列                             | 尋找A君的故事、 他和她的秘密、 任性限定、 「付」心的人、 戀愛大過錢 | 內容環繞殷大德和周鳳儀訂下的六十歲單身之約，以及他們在回港後所發生的事 |
| 302、 309 | 2009年12月25日 2010年1月5日 | 相逢恨晚系列                                   | 一見如故、 天敵來了 | 內容環繞周鳳儀回港後因發覺與賈素珊見解一致，更有相逢恨晚的感覺，而與賈素珊結為好友 |

## 歌曲
提供：TVB Music Limited 正視音樂有限公司

### 主題音樂
- 歌名：G大調弦樂小夜曲
- 作曲：Mozart（莫扎特）
- 編曲：鄧智偉、譚天樂

### 片尾曲
- 歌名：無人完美
- 作曲：鄧智偉
- 填詞：陳詩慧
- 主唱：鄭欣宜

## 「畢打自己人之賞賞情歸何處？」故事創作比賽
本劇曾在網上掀起一番同人小說創作熱潮，當中大部分都以女主角殷賞（毛舜筠飾）的感情去向為題材。這現象誘發了TVB首次為劇集舉辦徵文比賽，「畢打自己人之賞賞情歸何處？」故事創作比賽詳情如下：

### 參加辦法
參加者須登記個人資料，所有資料必須屬實，並在空白處以中文寫出所創作的故事，字數須在500-1000字之間，遞交作品即可。每人只限參加一次（只限本港居民參加）。
- 截稿日期：2009年9月5日
- 公眾評分截止日期：2009年9月12日

### 評審準則
來稿以富創意為原則，所有稿件接受公眾評分及發表意見，最高分數為100分，公眾評分部分佔30%，《畢打自己人》監製及TVB.COM評分佔70%。

### 獎項
- 大獎一名：價值HK$2,600名貴腕錶一隻
- 優異獎四名：各得價值HK$1,198時款手錶一隻

《月滿佳人迎中秋暨tvb.com賞賞情歸何處？》故事創作比賽頒獎禮於2009年9月26日舉行，據官方資料，大會共收到近400份作品。

## 記事
- 2008年8月29日：中午12時30分，此劇於將軍澳電視廣播城4廠舉行試造型記者會。
- 2008年9月22日：中午12時30分，此劇於將軍澳電視廣播城11廠舉行開鏡拜神儀式。
- 2008年10月16日：下午3時30分，各主要演員於中環畢打街與德輔道中交界大新銀行門口出席《畢打街搜索自己人》之宣傳活動。
- 2008年10月19日：下午1時正，各主要演員於大角咀奧海城2期地下主題中庭出席《無線41周年台慶巡迴展覽》以及此劇之宣傳活動。
- 2008年10月24日：此劇雖然只播放了一星期，但是無綫已接獲6宗投訴，內容為演員鄭欣宜演技作狀不自然，無綫發言人表示此乃欣宜首次之演出，希望大眾能給與機會。[24]
- 2008年12月29日：演員江欣燕在《東張西望》節目中透露自己因為要接受白內障手術，將暫停拍攝《畢打自己人》一個月。
- 2009年1月8日：TVB討論區版主留言，演員黃子雄正式加入《畢打自己人》，並開始拍攝工作。[25]
- 2009年1月15日：演員陳自瑤在《壹周刋》的訪問中透露，稍後會加入《畢打自己人》演出陣容。
- 2009年1月26日及27日（年初一、二）：由於直播《2009國泰航空新春國際匯演之夜》及《金牛賀歲煙花匯演》，本劇暫停播映。
- 2009年2月19日：TVB討論區版主留言，演員江欣燕正式休假三星期接受白內障手術，將於3月中恢復拍攝工作。[26]
- 2009年3月20日：演員江欣燕正式恢復《畢打自己人》的拍攝工作。[27]
- 2009年4月16日：演員李綺雯飾演的陸冰冰於劇中被安排前往北京讀書，正式暫停拍攝《畢打自己人》，直到另行通知。[28]
- 2009年4月20日：本劇啟播半週年。
- 2009年4月24日：演員簡慕華於《畢打自己人》客串一集，飾演社長（由黎耀祥飾演）的前女友。兩人在姊妹劇《同事三分親》內為一對情侶。[29]
- 2009年5月11日：決定為本劇加拍80集（由原定的260集添至340集）。
- 2009年5月12日：由於直播《TVB 512再展關懷》，本劇暫停播映。
- 2009年5月28日：端午節打架運動。
- 2009年5月29日：由於播映陳嘉韻逝世特備節目《女王的教室天使墜落》，本劇暫停播映。
- 2009年6月1日：於即日起，CSM媒介研究有限公司將會開始計算高清翡翠台的收視。
- 2009年6月5日：由於播映陳嘉韻逝世特備節目《女王的教室惡魔降臨》，當日延至晚上22:00-22:30播映。
- 2009年6月21日：各主要演員於將軍澳新都城出席《暖暖心意獻父親》以及此劇之宣傳活動。
- 2009年7月28日：演員何守信透露自己因為要拍攝無綫42周年台慶節目《活著》，將暫停拍攝《畢打自己人》一個半月。[30]
- 2009年8月1日：演員何守信起往埃塞俄比亞等四個地方拍攝無綫42周年台慶節目《活著》，正式暫停拍攝《畢打自己人》，並於9月中恢復拍攝工作。
- 2009年8月6日：由於播出《奧運‧風味》期間，當日晚上19:30-20:00播映。
- 2009年8月7日：由於直播《2009K-pop奧運會開幕禮》，當日晚上22:30-23:00播映。
- 2009年8月8日：演員何守信在埃塞俄比亞拍外景時因地面凹凸不平而踏錯腳，導致右腳腳眼位置骨折，需要延遲恢復本劇的拍攝工作。[31]
- 2009年8月10日至21日：由於直播《2009K-pop奧運會期間》，當日晚上19:30-20:00播映。
- 2009年8月16日：TVB官方網頁宣佈舉辦「畢打自己人之賞賞情歸何處?」故事創作比賽。[32]
- 2009年8月17日：由於直播《8.8水災關愛行動》，本劇暫停播映。
- 2009年8月20日：由於演員吳君麗跟TVB只簽下了一年藝員合約，因此她證實將離開《畢打自己人》演出陣容。
- 2009年8月26日：演員何守信飾演的殷大德於劇中被安排前往美國尋找愛人周鳳儀，以交代他離開劇組的這段時間。
- 2009年9月17日：演員何守信因右腳腳傷復原需時，他飾演的殷大德於劇中再被安排前往法國。
- 2009年9月18日、9月22日：演員王祖藍證實將離開《畢打自己人》演出陣容。[33][34]
- 2009年9月25日：演員吳君麗飾演的鍾溫繼好於劇中被安排與丈夫前往美國，以結束她的劇線。
- 2009年9月26日：下午3時正，本劇於荃灣的荃灣廣場的一樓中庭舉行《月滿佳人迎中秋暨tvb.com「賞賞情歸何處之故事創作比賽頒獎禮」》。[35]
- 2009年10月1日及2日：由於直播《首都國慶聯歡晚會》及《香港同胞慶祝中華人民共和國成立六十週年文藝晚會》，本劇暫停播映。
- 2009年10月6日：演員毛舜筠透露本劇將於農曆年三十晚（2010年2月13日）播映大結局。[36]
- 2009年10月13日：演員簡慕華於《畢打自己人》再次客串一集，並將於11月中加入劇組作短暫演出。
- 2009年10月16日：演員王祖藍飾演的鄧勵軍於劇中被安排與初戀女友何超曼移居到瑞士生活，以結束他的劇線。
- 2009年10月19日：由於直播《TVB 42周年台慶亮燈》，本劇暫停播映。
- 2009年10月20日：本劇啟播一週年。
- 2009年10月28日：本劇原定的260集期間，演員陳鴻烈在遇上車禍間突然患上心臟病發於當日全部提早播映完畢。
- 2009年10月31日：據TVB透露，大結局會否更改日期不於年三十晚播映，除了內部商討外，還需要視乎觀眾的意見。
- 2009年11月7日：演員謝雪心正式加入《畢打自己人》，並開始拍攝工作。[37][38]
- 2009年11月9日：本劇更換上新的片頭以及縮短其1分鐘的主題曲至45秒的版本。
- 2009年11月11日：演員李綺雯將於下星期恢復《畢打自己人》的拍攝工作。[39]
- 2009年11月15日：本劇憑第7集《一個夢幻組合的誕生》入圍第14屆亞洲電視大獎頒獎禮的最佳喜劇獎候選名單。[40]
- 2009年11月20日：演員何守信回歸劇組，並與謝雪心以及毛舜筠拍攝一場家庭戲。
- 2009年11月24日：演員陳鴻烈在當天下午拍攝期間因心臟病突發昏迷已半狀態，由救護車送將軍澳醫院搶救，送院後延至晚上7時11分不治，而變成演員的遺作，惟本劇當晚播出的因時間關係而未能抽起他的戲份。[41][42][43]無綫電視於當晚《畢打自己人》播映前，特地播放資深演員我們永遠懷念您——陳鴻烈先生的黑白劇照10秒，並配以黑白字幕：「親愛的鴻烈大哥　謝謝您的一切　我們永遠懷念您」，以作最後致意；謝謝。[44]
- 2009年11月25日：無綫電視外事部副總監曾醒明表示《畢打自己人》仍有半個月的存貨，暫未知演員陳鴻烈猝逝對劇集有沒有影響，但稱該劇會如常播放至翌年農曆年底完結。 [45]另本劇擬定的結局大綱，演員陳鴻烈飾演的閆器於劇中會被黎耀祥飾演的余家昇成功搜集犯案罪證，而新加入的另一演員李國麟飾演的余錦添更會在大結局指證陳鴻烈，令他罪成入獄。據無綫電視透露，由於他的角色深入民心，故不打算另找演員替代；只能由編劇組改寫劇本，讓戲中演員透過對白交代「大閆生」的下落。[46]由於現時的片頭有演員陳鴻烈與蓋鳴暉閒談的鏡頭，稍後必須重拍本劇的片頭。[47]
- 2009年11月26日：經無綫電視開會研究後，決定在稍後交代演員陳鴻烈飾演的閆器於劇中跟現實一樣，因心臟病發逝世。本劇監製羅鎮岳表示本劇目前仍有25集陳鴻烈戲分的存貨；為讓觀眾欣賞到他的演出，該25集會如常播出。之後會用劇情交代閆器與現實的陳鴻烈一樣因心臟病發去世。[48]
- 2009年11月27日：無綫電視將安排本劇劇情以新聞報道形式講述演員陳鴻烈飾演的閆器於劇中在美國心臟病發逝世，於劇中飾演其兒子的歐錦棠則做紀念特刊悼念爸爸。該場戲暫定於2010年1月8日播出兩集。[49]
- 2009年12月5日：本劇一眾演員毛舜筠、黎耀祥、歐錦棠、朱慧敏及金燕玲等在無綫大堂拍攝悼念「我們的大閆生」的戲分。 [50]
- 2009年12月8日：演員陳鴻烈在世界殯儀館出殯，本劇停廠一天，讓一眾演員毛舜筠、黎耀祥、金燕玲、及江欣燕等送他最後一程。[51]
- 2009年12月22日：改為播放原定於12月25日播映的第302集《天使夢醒》（變為第299集）。原定第299集《擋不了的緣份》、第300集《「付」心的人》及第301集《一見如故》則順延至12月23日、24日及25日播出（順次序變為第300、301及302集）。
- 2009年12月23日：本劇安排演員李綺雯飾演的陸冰冰在第300集《擋不了的緣份》與好友蘇同和（由鄧永健飾演）作視像對話。
- 2009年12月24日：本劇安排演員何守信飾演的殷大德在第301集《「付」心的人》突然回港；演員謝雪心飾演的周鳳儀亦於同一集追隨殷大德回港。
- 2009年12月24日：晚上10時30分，演員徐榮、陳茵媺、趙永洪、鄧永健及鄭欣宜於沙田新城市廣場出席《平安夜倒數Dance Party》之活動。[52]
- 2009年12月26日：本劇將於2010年1月9日煞科，眾演員將上演一幕大型歌舞。[53]
- 2010年1月6日：由於原定於東亞運期間停播兩天的措施取消，因此紀念演員陳鴻烈的一集（第310集《我們的大閆生》）將提早於1月6日播映。
- 2010年1月7日：本劇開始使用差不多相同的片頭，刪剪了演員陳鴻烈的畫面，由金燕玲、蓋鳴暉及郭少芸代替。
- 2010年1月9日：本劇於中環交易廣場露天平台拍攝煞科戲，出席演員包括黎耀祥、毛舜筠、鄭欣宜、陳茵媺及何守信等。[54]
- 2010年1月9日：無綫電視製作部總監曾勵珍打算五月再開拍半小時的新處境劇。雖然會起用本劇的大部分演員，但他們的角色性格都會改變。[55]
- 2010年2月12日：本劇加拍的77集（連同原定的260集，共計337集）於當日晚上20:00-21:00播映1小時加長版大結局。

## 與同事三分親的相似之處
《畢打自己人》是《同事三分親》的姊妹作，而兩者的相似之處如下：
- 《同事三分親》與《畢打自己人》的片頭音樂均選自莫扎特的經典音樂。
- 《同事三分親》曾經提及過的「《潮》雜誌社」，成為《畢打自己人》的主要場景。（但兩者處於不同的時空，並無任何關係）
- 《同事三分親》曾經出現過的「好玩吧」，成為《畢打自己人》的場景之一。（但兩者處於不同的時空，並無任何關係）
- 《同事三分親》的「《形》廣告社」在《畢打自己人》中曾經提及過。（但兩者處於不同的時空，並無任何關係）
- 《同事三分親》的「言氏集團」在《畢打自己人》中曾經提及過。（但兩者處於不同的時空，並無任何關係）
- 演員趙永洪、鄧永健及簡慕華在兩劇的角色都是分別叫Marco、Gary及Doris。（但中文名並不相同）
- 演員簡慕華和演員黎耀祥所飾演的人物，以及演員江欣燕和演員徐榮所飾演的人物，都在《同事三分親》和《畢打自己人》戀愛過。

## 評價
承繼前作《同事三分親》被不少觀眾受落的風格，《畢打自己人》同樣以辦公室關係為主，並以多線發展同時進行。而劇中演員日夜相對拍攝，培養出良好默契及深厚友誼，
加上一班資深的演員，亦令劇集洋溢的感情格外真摯。
然而，有批評指《畢打自己人》的劇本粗疏簡陋，沒有做好資料搜集——香港資深時事評論員潘麗瓊舉例指出，劇中的「潮雜誌社」位於中環畢打街，但香港雜誌社不可能於中環這個黃金旺地設辦公室，大都只能在工業區之內而已。對此，有觀眾在官方討論區內表示筆者過於偏激，單憑一集不能作準。而劇中金波集團為一大集團，擁有自家商業大廈，雜誌社身為集團的子公司，處於母公司在黃金旺地的商業大廈內並無不妥。

## 廣告商品及服務
此劇的置入性行銷多為政府服務及計劃，如有營食肆、反吸煙等。衛生署轄下的控煙辦公室、中央健康教育組、牙科服務部及特別預防計劃承認，共花費了435萬港元，由劇集啟播起至2010年1月購買節目時段，主力推廣健康教育信息。食環署亦表示，他們在2009年10月加入購買節目時段行列，耗費60萬港元，要求劇集在2009年10月至12月期間，在節目內帶出營養標籤信息。
| 廣告品牌       | 廣告商品或服務 | 劇情                                                                      | 附註                                                  |
| Pacific Coffee | 咖啡店         | 劇中人物經常在此出現                                                      |                                                       |
| 7-Eleven       | 便利店         | 劇中男女主角常在此相遇                                                    |                                                       |
| Sony Ericsson  | 手提電話       | 劇中各人均使用                                                            | 無線電視其他劇集內的角色均使用Sony Ericsson手提電話。 |
| 珍珍           | 薯片           | 在辦公室及各人家中經常出現及食用                                          |                                                       |
| 傲胜           | 按摩仪器       | 在各人家中經常出現及使用                                                  |                                                       |
| 控煙辦公室     | 無煙文化       | 於第88集起提及關於戒煙服務、控煙條例及政策的訊息                          |                                                       |
| 職業安全健康局 | 職業安全計劃   | 於第158集起提及關於職業安全健康局的訊息                                   | 此集的置入性行銷非常明顯                              |
| 紅絲帶中心     | 特別預防計劃   | 於第219集起不定時在10集節目提及關於愛滋病推廣、防治和關懷愛滋病患者的訊息 | 此集的置入性行銷非常明顯                              |
| 食物環境衛生署 | 營養標籤       | 於第251集起提及關於營養標籤的訊息                                         |                                                       |
| 衞生署         | 牙科服務部     | 於第265集起提及關於牙齒口腔衛生的訊息                                     |                                                       |

## 收視
以下為本劇於香港無綫電視翡翠台、高清翡翠台收視紀錄：
第1-20週的平均收視為25點，第20-41週的平均收視為26點，第21-40週的平均收視為25點。第41-60週的平均收視為26點。第61-68週的平均收視為31點。
| 週次 | 日期                          | 平均收視 | 最高收視 |
| 1    | 2008年10月20日-2008年10月24日 | 26點     | 28點     |
| 2    | 2008年10月27日-2008年10月31日 | 25點     | 27點     |
| 3    | 2008年11月3日-2008年11月7日   | 24點     |          |
| 4    | 2008年11月10日-2008年11月14日 | 24點     |          |
| 5    | 2008年11月17日-2008年11月21日 | 25點     |          |
| 6    | 2008年11月24日-2008年11月28日 | 25點     |          |
| 7    | 2008年12月1日-2008年12月5日   | 26點     |          |
| 8    | 2008年12月8日-2008年12月12日  | 26點     |          |
| 9    | 2008年12月15日-2008年12月19日 | 23點     |          |
| 10   | 2008年12月22日-2008年12月26日 | 23點     |          |
| 11   | 2008年12月29日-2009年1月2日   | 26點     | 29點     |
| 12   | 2009年1月5日-2009年1月9日     | 26點     |          |
| 13   | 2009年1月12日-2009年1月16日   | 26點     | 29點     |
| 14   | 2009年1月19日-2009年1月23日   | 24點     |          |
| 15   | 2009年1月28日-2009年1月30日   | 22點     |          |
| 16   | 2009年2月2日-2009年2月6日     | 27點     |          |
| 17   | 2009年2月9日-2009年2月13日    | 26點     | 28點     |
| 18   | 2009年2月16日-2009年2月20日   | 26點     |          |
| 19   | 2009年2月23日-2009年2月27日   | 26點     | 28點     |
| 20   | 2009年3月2日-2009年3月6日     | 27點     | 29點     |

| 週次 | 日期                           | 平均收視 | 最高收視 |
| 21   | 2009年3月9日-2009年3月13日     | 26點     |          |
| 22   | 2009年3月16日-2009年3月20日    | 25點     | 27點     |
| 23   | 2009年3月23日-2009年3月27日    | 26點     |          |
| 24   | 2009年3月30日-2009年4月3日     | 25點     |          |
| 25   | 2009年4月6日-2009年4月10日     | 23點     | 24點     |
| 26   | 2009年4月13日-2009年4月17日    | 25點     |          |
| 27   | 2009年4月20日-2009年4月24日    | 24點     |          |
| 28   | 2009年4月27日-2009年5月1日     | 25點     |          |
| 29   | 2009年5月4日-2009年5月8日      | 24點     | 26點     |
| 30   | 2009年5月11日、5月13日-5月15日 | 25點     |          |
| 31   | 2009年5月18日-2009年5月22日    | 25點     | 27點     |
| 32   | 2009年5月25日-2009年5月28日    | 24點     |          |
| 33   | 2009年6月1日-2009年6月5日      | 25點     |          |
| 34   | 2009年6月8日-2009年6月12日     | 25點     | 28點     |
| 35   | 2009年6月15日-2009年6月19日    | 25點     | 27點     |
| 36   | 2009年6月22日-2009年6月26日    | 25點     |          |
| 37   | 2009年6月29日-2009年7月3日     | 24點     | 26點     |
| 38   | 2009年7月6日-2009年7月10日     | 25點     | 27點     |
| 39   | 2009年7月13日-2009年7月17日    | 26點     |          |
| 40   | 2009年7月20日-2009年7月24日    | 25點     |          |

| 週次 | 日期                          | 平均收視 | 最高收視 |
| 41   | 2009年7月27日-2009年7月31日   | 26點     |          |
| 42   | 2009年8月3日-2009年8月7日     | 28點     | 29點     |
| 43   | 2009年8月10日-2009年8月14日   | 26點     | 28點     |
| 44   | 2009年8月18日-2009年8月21日   | 25點     |          |
| 45   | 2009年8月24日-2009年8月28日   | 27點     | 29點     |
| 46   | 2009年8月31日-2009年9月4日    | 28點     |          |
| 47   | 2009年9月7日-2009年9月11日    | 28點     |          |
| 48   | 2009年9月14日-2009年9月18日   | 28點     |          |
| 49   | 2009年9月21日-2009年9月25日   | 26點     | 29點     |
| 50   | 2009年9月28日-2009年9月30日   | 25點     |          |
| 51   | 2009年10月5日-2009年10月9日   | 27點     |          |
| 52   | 2009年10月12日-2009年10月16日 | 27點     | 29點     |
| 53   | 2009年10月20日-2009年10月23日 | 25點     | 28點     |
| 54   | 2009年10月26日-2009年10月30日 | 27點     | 30點     |
| 55   | 2009年11月2日-2009年11月6日   | 26點     | 29點     |
| 56   | 2009年11月9日-2009年11月13日  | 27點     |          |
| 57   | 2009年11月16日-2009年11月20日 | 27點     |          |
| 58   | 2009年11月23日-2009年11月27日 | 27點     | 29點     |
| 59   | 2009年11月30日-2009年12月4日  | 27點     |          |
| 60   | 2009年12月7日-2009年12月11日  | 26點     | 28點     |

| 週次 | 日期                          | 平均收視 | 最高收視 |
| 61   | 2009年12月14日-2009年12月18日 | 26點     | 29點     |
| 62   | 2009年12月21日-2009年12月25日 | 23點     |          |
| 63   | 2009年12月28日-2010年1月1日   | 25點     | 28點     |
| 64   | 2010年1月4日-2010年1月8日     | 26點     | 29點     |
| 65   | 2010年1月11日-2010年1月15日   | 27點     | 28點     |
| 66   | 2010年1月18日-2010年1月22日   | 26點     |          |
| 67   | 2010年1月25日-2010年1月29日   | 27點     | 30點     |
| 68   | 2010年2月1日-2010年2月5日     | 26點     | 28點     |
| 69   | 2010年2月8日-2010年2月11日    | 25點     |          |
| 69   | 2010年2月12日 （1小時大結局） | 24點     | 26點     |

## 獎項

### 壹電視大獎
- 2009壹電視大獎十大電視節目 第四位
- 2010壹電視大獎十大電視節目 第七位

### 萬千星輝頒獎典禮2009
| 獎項                 | 單位       | 結果             |
| -------------------- | ---------- | ---------------- |
| 最佳劇集             | 畢打自己人 | 提名             |
| 最佳女主角           | 毛舜筠     | 提名（最後五強） |
| 最佳男配角           | 歐錦棠     | 提名             |
| 最佳男配角           | 徐 榮      | 提名             |
| 我最喜愛的電視女角色 | 毛舜筠     | 提名（最後五強） |
| 飛躍進步男藝員       | 趙永洪     | 提名             |
| 飛躍進步男藝員       | 鄧永健     | 提名             |
| 飛躍進步女藝員       | 朱慧敏     | 提名             |
| 飛躍進步女藝員       | 陳茵媺     | 獲獎             |
| tvb.com人氣大獎      | 黎耀祥     | 獲獎             |

## 電視節目欣賞指數
以下是本劇在電視節目欣賞指數調查結果的成績：

### 2008年（页面存档备份，存于）
| 階段                            | 時段              | 集數 | 欣賞指數 | 標準誤差 | 欣賞指數排名 | 認知率 （佔評分人數） | 認知率排名 | 備註 |
| ------------------------------- | ----------------- | ---- | -------- | -------- | ------------ | --------------------- | ---------- | ---- |
| 第四階段 （页面存档备份，存于） | 10月20日-12月31日 | 1-53 | 63.34    | 0.67     | 83/98        | 71.0%                 | 10/98      |      |
| 綜合結果                        | 全年              | 1-53 | 63.34    | N/A      | 192/217      | 71.0%                 | 14/217     |      |

### 2009年（页面存档备份，存于）
按：由2009年第一階段調查起，「新聞財經報道節目」的欣賞指數被獨立出來另行計算。由於本節目屬於「非新聞財經報道節目」，下表的排名只反映「非新聞財經報道節目」類別的排名。
| 階段                            | 時段             | 集數    | 欣賞指數        | 標準誤差 | 欣賞指數排名   | 認知率 （佔評分人數） | 認知率排名    | 備註                              |
| ------------------------------- | ---------------- | ------- | --------------- | -------- | -------------- | --------------------- | ------------- | --------------------------------- |
| 第一階段 （页面存档备份，存于） | 1月1日-3月31日   | 54-115  | 64.99 （+1.65） | 0.63     | 59/78 （+24）  | 79.6% （+8.6%）       | 1/78 （+9）   | 於認知率排名在78個節目中排名第一  |
| 第二階段 （页面存档备份，存于） | 4月1日-6月30日   | 116-178 | 67.06 （+2.07） | 0.62     | 57/80 （+2）   | 80.2% （+1.0%）       | 3/80 （-2）   |                                   |
| 第三階段 （页面存档备份，存于） | 7月1日-9月30日   | 179-243 | 66.74 （-0.32） | 0.62     | 57/80 （+/-0） | 83.2% （+3.0%）       | 1/80 （+2）   | 於認知率排名在80個節目中排名第一  |
| 第四階段 （页面存档备份，存于） | 10月1日-12月31日 | 244-306 | 69.27 （+2.53） | 0.58     | 43/80 （+/-0） | 86.5% （+3.3%）       | 1/80 （+/-0） | 於認知率排名在80個節目中排名第一  |
| 綜合結果 （页面存档备份，存于） | 全年             | 54-306  | 67.02           | N/A      | 127/201        | 82.4%                 | 1/201         | 於認知率排名在201個節目中排名第一 |

## 外部連結
- 無綫電視官方網頁 - 畢打自己人 （页面存档备份，存于）
- 畢打自己人部落格 （页面存档备份，存于）
- 幕後人員部落格 （页面存档备份，存于）
- 賞昇部落格 （页面存档备份，存于）

## 電視節目的變遷
| 無綫電視 翡翠台、高清翡翠台 星期一至五 20:00-20:30 時段 2010年2月12日 20:00-21:00 | 無綫電視 翡翠台、高清翡翠台 星期一至五 20:00-20:30 時段 2010年2月12日 20:00-21:00 | 無綫電視 翡翠台、高清翡翠台 星期一至五 20:00-20:30 時段 2010年2月12日 20:00-21:00 |
| --------------------------------------------------------------------------------- | --------------------------------------------------------------------------------- | --------------------------------------------------------------------------------- |
|                                                                                   | 畢打自己人 （2008.10.20 - 2010.02.12）                                            |                                                                                   |
| 搜神傳 （2008.08.25 - 2008.10.17）                                                | 情人眼裏高一D （2010.02.15 - 2010.02.20）                                         |                                                                                   |

| 上一套： 搜神傳 -10月17日 | 翡翠台/高清翡翠台第一綫劇集(2008-2010) 畢打自己人 10月20日-2月12日 | 翡翠台/高清翡翠台第一綫劇集(2008-2010) 畢打自己人 10月20日-2月12日 | 翡翠台/高清翡翠台第一綫劇集(2008-2010) 畢打自己人 10月20日-2月12日 | 翡翠台/高清翡翠台第一綫劇集(2008-2010) 畢打自己人 10月20日-2月12日 | 翡翠台/高清翡翠台第一綫劇集(2008-2010) 畢打自己人 10月20日-2月12日 | 翡翠台/高清翡翠台第一綫劇集(2008-2010) 畢打自己人 10月20日-2月12日 | 翡翠台/高清翡翠台第一綫劇集(2008-2010) 畢打自己人 10月20日-2月12日 | 翡翠台/高清翡翠台第一綫劇集(2008-2010) 畢打自己人 10月20日-2月12日 | 翡翠台/高清翡翠台第一綫劇集(2008-2010) 畢打自己人 10月20日-2月12日 | 翡翠台/高清翡翠台第一綫劇集(2008-2010) 畢打自己人 10月20日-2月12日 | 翡翠台/高清翡翠台第一綫劇集(2008-2010) 畢打自己人 10月20日-2月12日 | 翡翠台/高清翡翠台第一綫劇集(2008-2010) 畢打自己人 10月20日-2月12日 | 翡翠台/高清翡翠台第一綫劇集(2008-2010) 畢打自己人 10月20日-2月12日 | 翡翠台/高清翡翠台第一綫劇集(2008-2010) 畢打自己人 10月20日-2月12日 | 翡翠台/高清翡翠台第一綫劇集(2008-2010) 畢打自己人 10月20日-2月12日 | 翡翠台/高清翡翠台第一綫劇集(2008-2010) 畢打自己人 10月20日-2月12日 | 翡翠台/高清翡翠台第一綫劇集(2008-2010) 畢打自己人 10月20日-2月12日 | 翡翠台/高清翡翠台第一綫劇集(2008-2010) 畢打自己人 10月20日-2月12日 | 翡翠台/高清翡翠台第一綫劇集(2008-2010) 畢打自己人 10月20日-2月12日 | 翡翠台/高清翡翠台第一綫劇集(2008-2010) 畢打自己人 10月20日-2月12日 | 翡翠台/高清翡翠台第一綫劇集(2008-2010) 畢打自己人 10月20日-2月12日 | 翡翠台/高清翡翠台第一綫劇集(2008-2010) 畢打自己人 10月20日-2月12日 | 翡翠台/高清翡翠台第一綫劇集(2008-2010) 畢打自己人 10月20日-2月12日 | 翡翠台/高清翡翠台第一綫劇集(2008-2010) 畢打自己人 10月20日-2月12日 | 翡翠台/高清翡翠台第一綫劇集(2008-2010) 畢打自己人 10月20日-2月12日 | 翡翠台/高清翡翠台第一綫劇集(2008-2010) 畢打自己人 10月20日-2月12日 | 翡翠台/高清翡翠台第一綫劇集(2008-2010) 畢打自己人 10月20日-2月12日 | 翡翠台/高清翡翠台第一綫劇集(2008-2010) 畢打自己人 10月20日-2月12日 | 翡翠台/高清翡翠台第一綫劇集(2008-2010) 畢打自己人 10月20日-2月12日 | 翡翠台/高清翡翠台第一綫劇集(2008-2010) 畢打自己人 10月20日-2月12日 | 翡翠台/高清翡翠台第一綫劇集(2008-2010) 畢打自己人 10月20日-2月12日 | 翡翠台/高清翡翠台第一綫劇集(2008-2010) 畢打自己人 10月20日-2月12日 | 翡翠台/高清翡翠台第一綫劇集(2008-2010) 畢打自己人 10月20日-2月12日 | 翡翠台/高清翡翠台第一綫劇集(2008-2010) 畢打自己人 10月20日-2月12日 | 翡翠台/高清翡翠台第一綫劇集(2008-2010) 畢打自己人 10月20日-2月12日 | 翡翠台/高清翡翠台第一綫劇集(2008-2010) 畢打自己人 10月20日-2月12日 | 翡翠台/高清翡翠台第一綫劇集(2008-2010) 畢打自己人 10月20日-2月12日 | 翡翠台/高清翡翠台第一綫劇集(2008-2010) 畢打自己人 10月20日-2月12日 | 翡翠台/高清翡翠台第一綫劇集(2008-2010) 畢打自己人 10月20日-2月12日 | 翡翠台/高清翡翠台第一綫劇集(2008-2010) 畢打自己人 10月20日-2月12日 | 翡翠台/高清翡翠台第一綫劇集(2008-2010) 畢打自己人 10月20日-2月12日 | 翡翠台/高清翡翠台第一綫劇集(2008-2010) 畢打自己人 10月20日-2月12日 | 翡翠台/高清翡翠台第一綫劇集(2008-2010) 畢打自己人 10月20日-2月12日 | 翡翠台/高清翡翠台第一綫劇集(2008-2010) 畢打自己人 10月20日-2月12日 | 翡翠台/高清翡翠台第一綫劇集(2008-2010) 畢打自己人 10月20日-2月12日 | 翡翠台/高清翡翠台第一綫劇集(2008-2010) 畢打自己人 10月20日-2月12日 | 翡翠台/高清翡翠台第一綫劇集(2008-2010) 畢打自己人 10月20日-2月12日 | 翡翠台/高清翡翠台第一綫劇集(2008-2010) 畢打自己人 10月20日-2月12日 | 翡翠台/高清翡翠台第一綫劇集(2008-2010) 畢打自己人 10月20日-2月12日 | 翡翠台/高清翡翠台第一綫劇集(2008-2010) 畢打自己人 10月20日-2月12日 | 翡翠台/高清翡翠台第一綫劇集(2008-2010) 畢打自己人 10月20日-2月12日 | 翡翠台/高清翡翠台第一綫劇集(2008-2010) 畢打自己人 10月20日-2月12日 | 翡翠台/高清翡翠台第一綫劇集(2008-2010) 畢打自己人 10月20日-2月12日 | 翡翠台/高清翡翠台第一綫劇集(2008-2010) 畢打自己人 10月20日-2月12日 | 翡翠台/高清翡翠台第一綫劇集(2008-2010) 畢打自己人 10月20日-2月12日 | 翡翠台/高清翡翠台第一綫劇集(2008-2010) 畢打自己人 10月20日-2月12日 | 翡翠台/高清翡翠台第一綫劇集(2008-2010) 畢打自己人 10月20日-2月12日 | 翡翠台/高清翡翠台第一綫劇集(2008-2010) 畢打自己人 10月20日-2月12日 | 翡翠台/高清翡翠台第一綫劇集(2008-2010) 畢打自己人 10月20日-2月12日 | 翡翠台/高清翡翠台第一綫劇集(2008-2010) 畢打自己人 10月20日-2月12日 | 翡翠台/高清翡翠台第一綫劇集(2008-2010) 畢打自己人 10月20日-2月12日 | 翡翠台/高清翡翠台第一綫劇集(2008-2010) 畢打自己人 10月20日-2月12日 | 翡翠台/高清翡翠台第一綫劇集(2008-2010) 畢打自己人 10月20日-2月12日 | 翡翠台/高清翡翠台第一綫劇集(2008-2010) 畢打自己人 10月20日-2月12日 | 翡翠台/高清翡翠台第一綫劇集(2008-2010) 畢打自己人 10月20日-2月12日 | 翡翠台/高清翡翠台第一綫劇集(2008-2010) 畢打自己人 10月20日-2月12日 | 翡翠台/高清翡翠台第一綫劇集(2008-2010) 畢打自己人 10月20日-2月12日 | 翡翠台/高清翡翠台第一綫劇集(2008-2010) 畢打自己人 10月20日-2月12日 | 翡翠台/高清翡翠台第一綫劇集(2008-2010) 畢打自己人 10月20日-2月12日 | 翡翠台/高清翡翠台第一綫劇集(2008-2010) 畢打自己人 10月20日-2月12日 | 翡翠台/高清翡翠台第一綫劇集(2008-2010) 畢打自己人 10月20日-2月12日 | 翡翠台/高清翡翠台第一綫劇集(2008-2010) 畢打自己人 10月20日-2月12日 | 下一套： 情人眼裏高一D 2月15日- |
| 少年四大名捕 -10月24日    | 少年四大名捕 -10月24日                                             | 東山飄雨西關晴 10月27日-12月5日                                    | 東山飄雨西關晴 10月27日-12月5日                                    | 東山飄雨西關晴 10月27日-12月5日                                    | 東山飄雨西關晴 10月27日-12月5日                                    | 東山飄雨西關晴 10月27日-12月5日                                    | 東山飄雨西關晴 10月27日-12月5日                                    | Click入黃金屋 12月8日-1月2日                                       | Click入黃金屋 12月8日-1月2日                                       | Click入黃金屋 12月8日-1月2日                                       | Click入黃金屋 12月8日-1月2日                                       | 鹿鼎記 1月5日-3月6日                                               | 鹿鼎記 1月5日-3月6日                                               | 鹿鼎記 1月5日-3月6日                                               | 鹿鼎記 1月5日-3月6日                                               | 鹿鼎記 1月5日-3月6日                                               | 鹿鼎記 1月5日-3月6日                                               | 鹿鼎記 1月5日-3月6日                                               | 鹿鼎記 1月5日-3月6日                                               | 鹿鼎記 1月5日-3月6日                                               | 大冬瓜 3月9日-4月4日                                               | 大冬瓜 3月9日-4月4日                                               | 大冬瓜 3月9日-4月4日                                               | 大冬瓜 3月9日-4月4日                                               | 幕後大老爺 4月6日-5月1日                                           | 幕後大老爺 4月6日-5月1日                                           | 幕後大老爺 4月6日-5月1日                                           | 幕後大老爺 4月6日-5月1日                                           | 老婆大人II 5月4日-6月6日                                           | 老婆大人II 5月4日-6月6日                                           | 老婆大人II 5月4日-6月6日                                           | 老婆大人II 5月4日-6月6日                                           | 老婆大人II 5月4日-6月6日                                           | 碧血鹽梟 6月8日-7月10日                                            | 碧血鹽梟 6月8日-7月10日                                            | 碧血鹽梟 6月8日-7月10日                                            | 碧血鹽梟 6月8日-7月10日                                            | 碧血鹽梟 6月8日-7月10日                                            | 王老虎搶親 7月13日-8月9日                                          | 王老虎搶親 7月13日-8月9日                                          | 王老虎搶親 7月13日-8月9日                                          | 王老虎搶親 7月13日-8月9日                                          | 絕代商驕 8月10日-9月5日                                            | 絕代商驕 8月10日-9月5日                                            | 絕代商驕 8月10日-9月5日                                            | 絕代商驕 8月10日-9月5日                                            | 有營煮婦 9月7日-10月18日                                           | 有營煮婦 9月7日-10月18日                                           | 有營煮婦 9月7日-10月18日                                           | 有營煮婦 9月7日-10月18日                                           | 有營煮婦 9月7日-10月18日                                           | 有營煮婦 9月7日-10月18日                                           | 宮心計 10月19日-11月29日                                           | 宮心計 10月19日-11月29日                                           | 宮心計 10月19日-11月29日                                           | 宮心計 10月19日-11月29日                                           | 宮心計 10月19日-11月29日                                           | 宮心計 10月19日-11月29日                                           | 巴不得爸爸... 11月30日-12月27日                                    | 巴不得爸爸... 11月30日-12月27日                                    | 巴不得爸爸... 11月30日-12月27日                                    | 巴不得爸爸... 11月30日-12月27日                                    | 巴不得爸爸... 11月30日-12月27日                                    | 老友狗狗 12月28日-1月22日                                          | 老友狗狗 12月28日-1月22日                                          | 老友狗狗 12月28日-1月22日                                          | 老友狗狗 12月28日-1月22日                                          | 鐵齒銅牙紀曉嵐IV 1月25日-                                          | 鐵齒銅牙紀曉嵐IV 1月25日-                                          | 鐵齒銅牙紀曉嵐IV 1月25日-                                          | 鐵齒銅牙紀曉嵐IV 1月25日-                                          | 鐵齒銅牙紀曉嵐IV 1月25日-                                          | 鐵齒銅牙紀曉嵐IV 1月25日-       |
| 與敵同行 -10月17日        | 珠光寶氣 10月20日-2月13日                                          | 珠光寶氣 10月20日-2月13日                                          | 珠光寶氣 10月20日-2月13日                                          | 珠光寶氣 10月20日-2月13日                                          | 珠光寶氣 10月20日-2月13日                                          | 珠光寶氣 10月20日-2月13日                                          | 珠光寶氣 10月20日-2月13日                                          | 珠光寶氣 10月20日-2月13日                                          | 珠光寶氣 10月20日-2月13日                                          | 珠光寶氣 10月20日-2月13日                                          | 珠光寶氣 10月20日-2月13日                                          | 珠光寶氣 10月20日-2月13日                                          | 珠光寶氣 10月20日-2月13日                                          | 珠光寶氣 10月20日-2月13日                                          | 珠光寶氣 10月20日-2月13日                                          | 珠光寶氣 10月20日-2月13日                                          | 珠光寶氣 10月20日-2月13日                                          | 學警狙擊 2月16日-3月27日                                           | 學警狙擊 2月16日-3月27日                                           | 學警狙擊 2月16日-3月27日                                           | 學警狙擊 2月16日-3月27日                                           | 學警狙擊 2月16日-3月27日                                           | 學警狙擊 2月16日-3月27日                                           | 桌球天王 3月30日-4月24日                                           | 桌球天王 3月30日-4月24日                                           | 桌球天王 3月30日-4月24日                                           | 桌球天王 3月30日-4月24日                                           | 巾幗梟雄 4月27日-5月30日                                           | 巾幗梟雄 4月27日-5月30日                                           | 巾幗梟雄 4月27日-5月30日                                           | 巾幗梟雄 4月27日-5月30日                                           | 巾幗梟雄 4月27日-5月30日                                           | ID精英 6月1日-7月5日                                               | ID精英 6月1日-7月5日                                               | ID精英 6月1日-7月5日                                               | ID精英 6月1日-7月5日                                               | ID精英 6月1日-7月5日                                               | 烈火雄心3 7月6日-8月16日                                           | 烈火雄心3 7月6日-8月16日                                           | 烈火雄心3 7月6日-8月16日                                           | 烈火雄心3 7月6日-8月16日                                           | 烈火雄心3 7月6日-8月16日                                           | 烈火雄心3 7月6日-8月16日                                           | 古靈精探B 8月17日-9月19日                                          | 古靈精探B 8月17日-9月19日                                          | 古靈精探B 8月17日-9月19日                                          | 古靈精探B 8月17日-9月19日                                          | 古靈精探B 8月17日-9月19日                                          | 蔡鍔與小鳳仙 9月21日-10月16日                                      | 蔡鍔與小鳳仙 9月21日-10月16日                                      | 蔡鍔與小鳳仙 9月21日-10月16日                                      | 蔡鍔與小鳳仙 9月21日-10月16日                                      | 富貴門 10月19日-12月13日                                           | 富貴門 10月19日-12月13日                                           | 富貴門 10月19日-12月13日                                           | 富貴門 10月19日-12月13日                                           | 富貴門 10月19日-12月13日                                           | 富貴門 10月19日-12月13日                                           | 富貴門 10月19日-12月13日                                           | 富貴門 10月19日-12月13日                                           | 美麗高解像 12月14日-1月8日                                         | 美麗高解像 12月14日-1月8日                                         | 美麗高解像 12月14日-1月8日                                         | 美麗高解像 12月14日-1月8日                                         | 美麗高解像 12月14日-1月8日                                         | 五味人生 1月11日-2月12日                                           | 五味人生 1月11日-2月12日                                           | 五味人生 1月11日-2月12日                                           | 五味人生 1月11日-2月12日                                           | 五味人生 1月11日-2月12日                                           | 五味人生 1月11日-2月12日                                           | 五味人生 1月11日-2月12日                                           | 老公萬歲 2月15日-               |

| 香港 無綫電視高清翡翠台 週一至週五 18:30-19:00（其他重播時段請參見這裡） | 香港 無綫電視高清翡翠台 週一至週五 18:30-19:00（其他重播時段請參見這裡） | 香港 無綫電視高清翡翠台 週一至週五 18:30-19:00（其他重播時段請參見這裡） |
| ------------------------------------------------------------------------ | ------------------------------------------------------------------------ | ------------------------------------------------------------------------ |
|                                                                          | 畢打自己人 （2011.02.15 - 2012.06.01）                                   |                                                                          |
| 射雕英雄傳 （2010.10.26 - 2011.02.14）                                   | 女王辦公室 （2012.06.04 - 2012.09.21）                                   |                                                                          |

| 香港 無綫電視翡翠台 星期一至六（星期日至五深夜）01:00-01:30 | 香港 無綫電視翡翠台 星期一至六（星期日至五深夜）01:00-01:30 | 香港 無綫電視翡翠台 星期一至六（星期日至五深夜）01:00-01:30 |
| ----------------------------------------------------------- | ----------------------------------------------------------- | ----------------------------------------------------------- |
|                                                             | 畢打自己人 （2021年10月8日－2022年9月1日）                  |                                                             |
| 同事三分親 （2020年9月11日－2021年10月7日）                 | 結·分@謊情式 （2022年9月2日－2023年2月10日）                |                                                             |

| 馬來西亞 Astro華麗台 星期一至五 21:00-21:30 時段 | 馬來西亞 Astro華麗台 星期一至五 21:00-21:30 時段       | 馬來西亞 Astro華麗台 星期一至五 21:00-21:30 時段 |
| ------------------------------------------------ | ------------------------------------------------------ | ------------------------------------------------ |
|                                                  | 畢打自己人 （2009.09.21 - 2011.01.13）                 |                                                  |
| 同事三分親 （2007年 - 2009.09.18）               | 天天天晴 （2011.01.14 - 2011.06.30）                   |                                                  |
| 馬來西亞 Astro至尊HD 星期一至五 21:00-21:30 時段 |                                                        |                                                  |
| 频道开播                                         | 畢打自己人 （第185-337集） （2010.06.16 - 2011.01.13） | 天天天晴 （2011.01.14 - 2011.06.30）             |

| 星和娛家戲劇台 劇集首映 星期一至五 22:00-22:30 時段 | 星和娛家戲劇台 劇集首映 星期一至五 22:00-22:30 時段 | 星和娛家戲劇台 劇集首映 星期一至五 22:00-22:30 時段 |
| --------------------------------------------------- | --------------------------------------------------- | --------------------------------------------------- |
|                                                     | 畢打自己人 （2009.10.22 - 2011.02.08）              |                                                     |
| 同事三分親 （2008.06.13 - 2009.10.21）              | 女王辦公室 （2011.02.09 - 2011.05.31）              |                                                     |

| 中國南方电视台影视频道 17：50情景剧场 | 中國南方电视台影视频道 17：50情景剧场  | 中國南方电视台影视频道 17：50情景剧场 |
| ------------------------------------- | -------------------------------------- | ------------------------------------- |
|                                       | 畢打自己人 （2011.01.03 - 2011.03.08） |                                       |
| —                                     | —                                      |                                       |

| 马来西亚 TVB Magic 星期一至五 19:00-19:30 | 马来西亚 TVB Magic 星期一至五 19:00-19:30  | 马来西亚 TVB Magic 星期一至五 19:00-19:30 |
| ----------------------------------------- | ------------------------------------------ | ----------------------------------------- |
|                                           | 畢打自己人 （2023年6月19日—2024年10月2日） |                                           |
| 频道开播                                  | 待定                                       |                                           |